# Biberach an der Riß
Biberach an der Riß ist eine Große Kreisstadt in Baden-Württemberg. Die Hochschulstadt Biberach liegt im nördlichen Oberschwaben und ist ein Mittelzentrum der Region Donau-Iller im Regierungspräsidium Tübingen. Sie ist die größte Stadt des gleichnamigen Landkreises. Mit den Nachbargemeinden Attenweiler, Eberhardzell, Hochdorf, Maselheim, Mittelbiberach, Ummendorf und Warthausen besteht eine vereinbarte Verwaltungsgemeinschaft.
In Biberach sind viele mittelständische und internationale Firmen ansässig, darunter Boehringer, Liebherr und EnBW.
1083 erstmals urkundlich erwähnt, war Biberach lange Zeit Reichsstadt (nach 1648 Paritätische Reichsstadt) und ist überregional bekannt für seine ins Mittelalter zurückreichenden Kunstdenkmale, die historische Altstadt mit Stadttoren und Türmen, die Zunftsiedlung, die Simultankirche und das Schützenfest.
Biberach besitzt außerdem das älteste und größte Kindertheater und das größte Amateurtheater Deutschlands sowie das Filmfest Biberach.
Biberach liegt in der Ferienregion Allgäu-Bodensee und ist einer der Orte der Oberschwäbischen Barockstraße, der Deutschen Fachwerkstraße, der Schwäbischen Dichterstraße und des Jakobsweges.
Bekannte Persönlichkeiten der Stadt sind unter anderen der Dichter Christoph Martin Wieland, der Barockmaler Johann Heinrich Schönfeld, der Maler und Dichter Ludwig Fahrenkrog, der Architekt des Neuen Bauens Hugo Häring sowie der Komponist Justin Heinrich Knecht.

## Geographie

### Geographische Lage

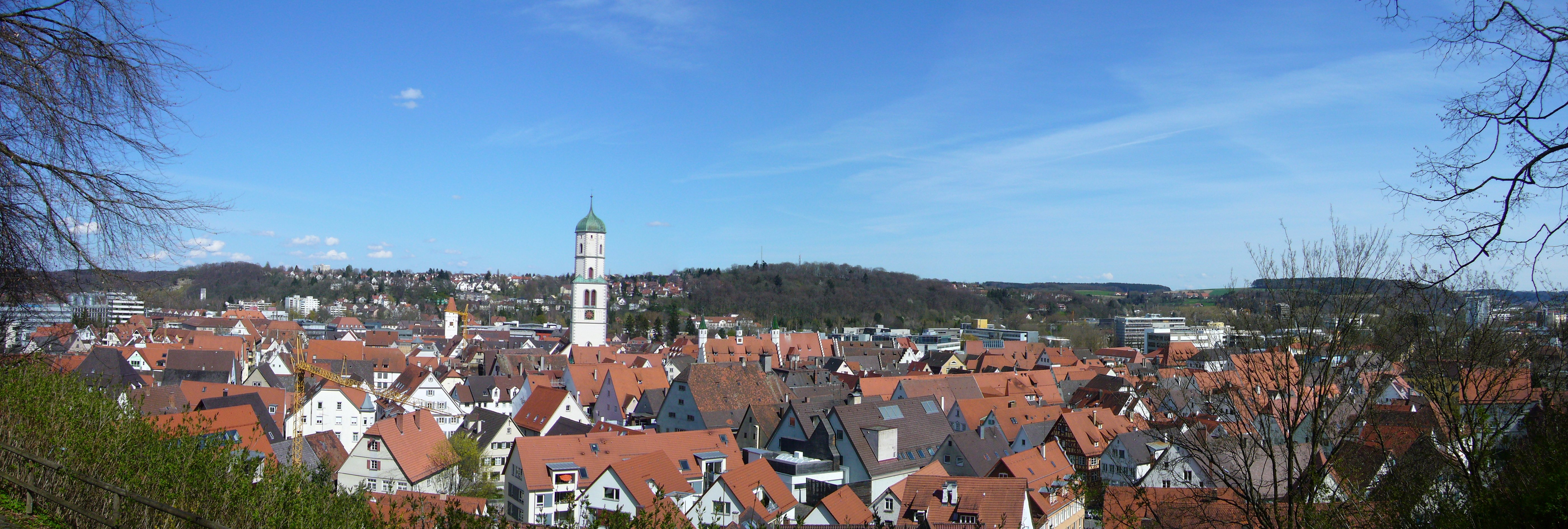
Biberach – Panorama vom Gigelberg

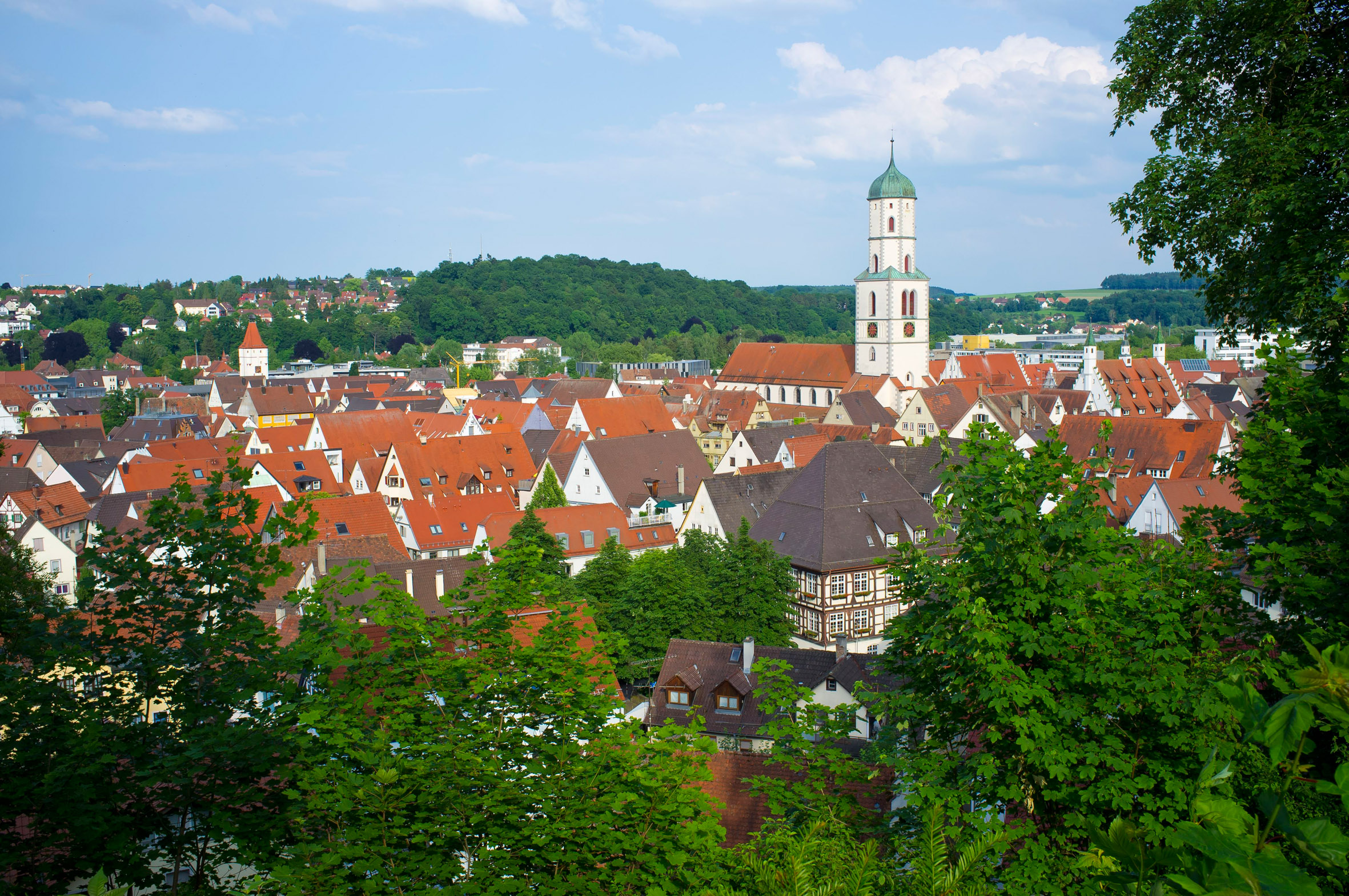
Biberach Stadtansicht

Biberach liegt im nördlichen Oberschwaben bei 524 bis 656,2 m ü. NHN, knapp 40 Kilometer südlich von Ulm und knapp 30 Kilometer westlich von Memmingen. Die Stadt befindet sich zu beiden Seiten der Riß, die Namensgeberin für eine Eiszeit war.

### Nachbargemeinden
Folgende Städte und Gemeinden grenzen an die Stadt Biberach an der Riß; sie werden im Uhrzeigersinn beginnend im Norden genannt und gehören alle zum Landkreis Biberach: Warthausen, Maselheim, Ochsenhausen, Ummendorf, Hochdorf, Ingoldingen, Mittelbiberach, Bad Schussenried, Oggelshausen, Tiefenbach, Attenweiler und Schemmerhofen.

### Stadtgliederung

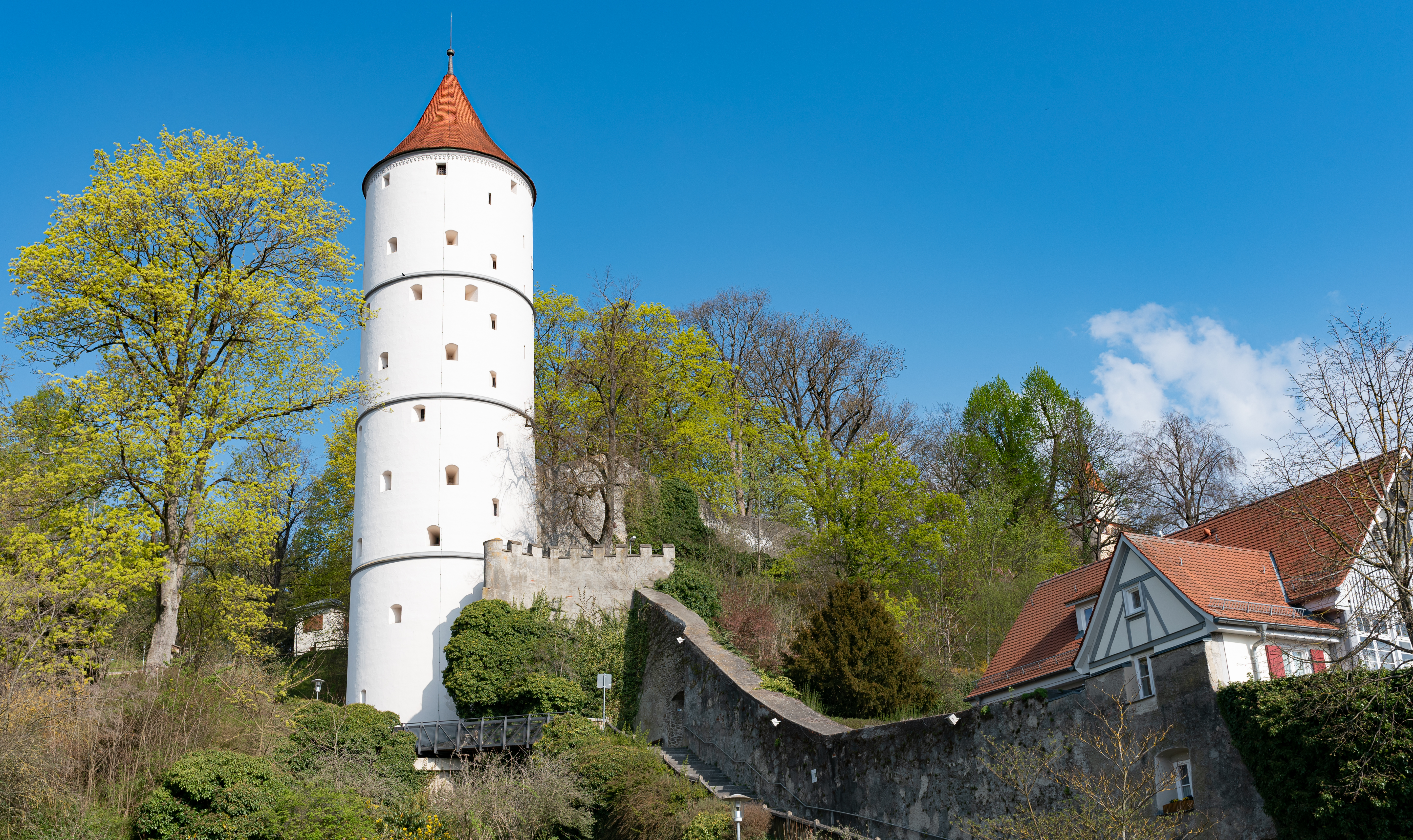
Weißer Turm mit Teilen der Stadtmauer

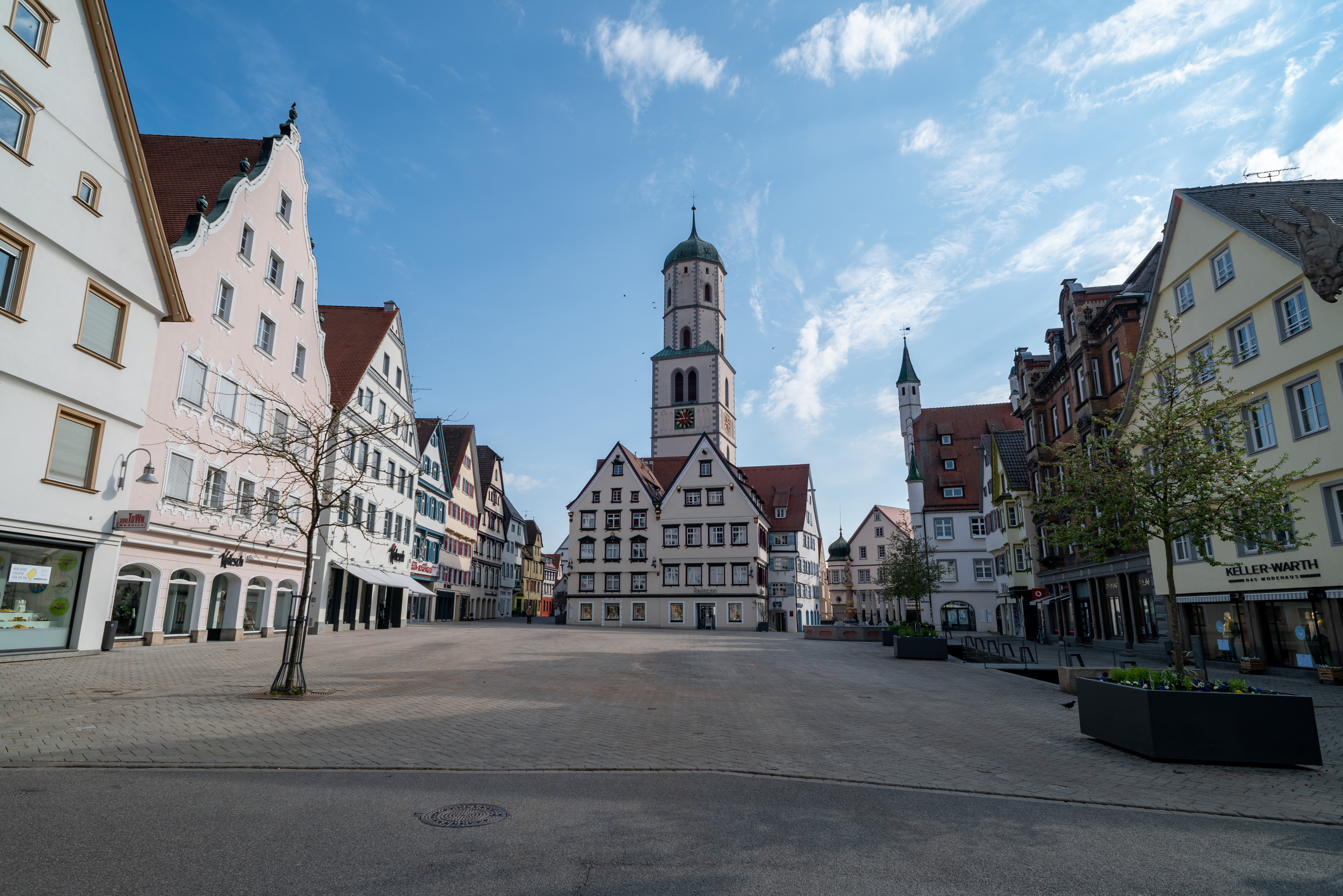
Blick auf den Marktplatz

Die Stadt besteht aus der Kernstadt und den im Rahmen der Gemeindereform der 1970er Jahre eingegliederten ehemals selbständigen Gemeinden Mettenberg, Ringschnait, Rißegg und Stafflangen. Die eingegliederten Gemeinden sind heute Ortschaften im Sinne der baden-württembergischen Gemeindeordnung, das heißt, sie haben jeweils einen von den Wahlberechtigten bei jeder Kommunalwahl neuzuwählenden Ortschaftsrat mit einem Ortsvorsteher als Vorsitzenden. In jeder der Ortschaften gibt es eine Ortsverwaltung, deren Leiter der Ortsvorsteher ist.
Zu einigen Stadtteilen gehören noch räumlich getrennte Wohnplätze mit eigenen Namen, die jedoch meist nur wenige Einwohner haben, oder Wohngebiete mit eigenen Namen, deren Bezeichnung sich im Laufe der Bebauung ergeben haben und deren Grenzen meist nicht genau festgelegt sind. Im Einzelnen sind zu nennen:
- in der Kernstadt: Bachlangen, Bergerhausen, Birkendorf, Burren, Fünf Linden, Gaisental, Hagenbuch, Jordanbad, Mumpfental, Reichenbach und Wolfentalmühle
- in Mettenberg: Hochstetter Hof und Königshofen
- in Ringschnait: Bronnen, Schlottertal, Stockland, Winterreute und Ziegelhütte
- in Rißegg: Halde und Rindenmoos
- in Stafflangen: Aymühle, Eggelsbach, Eichen, Hofen, Maierhof, Mösmühle und Streitberg

### Raumplanung
Biberach bildet ein Mittelzentrum innerhalb der Region Donau-Iller, deren Oberzentren die Städte Ulm und Memmingen sind. Zum Mittelbereich gehören neben Biberach selbst die Städte und Gemeinden des südlichen Landkreises Biberach, im Einzelnen sind dies Attenweiler, Bad Schussenried, Berkheim, Dettingen an der Iller, Eberhardzell, Erlenmoos, Erolzheim, Gutenzell-Hürbel, Hochdorf, Ingoldingen, Kirchberg an der Iller, Kirchdorf an der Iller, Maselheim, Mittelbiberach, Ochsenhausen, Rot an der Rot, Schemmerhofen, Steinhausen an der Rottum, Tannheim, Ummendorf und Warthausen.

### Schutzgebiete
Im Südosten hat die Stadt Anteil am Naturschutzgebiet Ummendorfer Ried, das gleichzeitig zum FFH-Gebiet Umlachtal und Riß südlich Biberach gehört.
Auf dem Biberacher Stadtgebiet befinden sich zudem die Landschaftsschutzgebiete Schloßhalde Warthausen, Katzenhalde, Bestenshalde, Fabrikhalde, Pfannenhalde, Ulmer Steighalde, Fohrhäldele, Weingarthalde, Tobel, Weiherhalde und Nickelshalde, Kalkgruben, Gschwendhalde. Daneben hat Biberach Anteile am Landschaftsschutzgebiet Oberes Rißtal und am FFH-Gebiet Wälder bei Biberach. Die Dürnach nördlich von Ringschnait gehört zum FFH-Gebiet Rot, Bellamonter Rottum und Dürnach.

## Geschichte

### Frühzeit

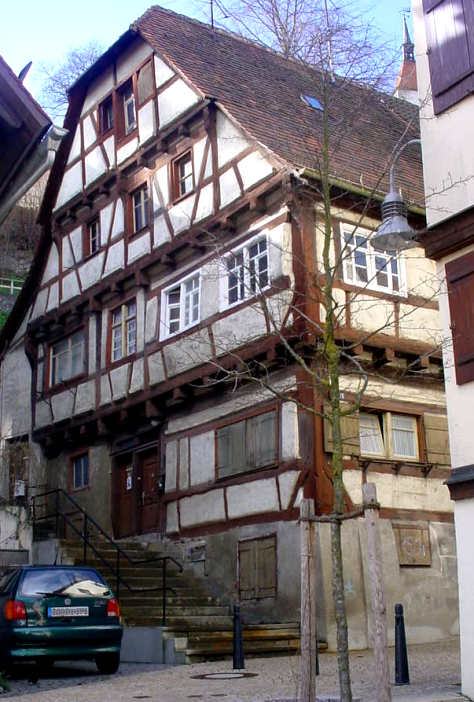
Altes Weberhaus in Biberach

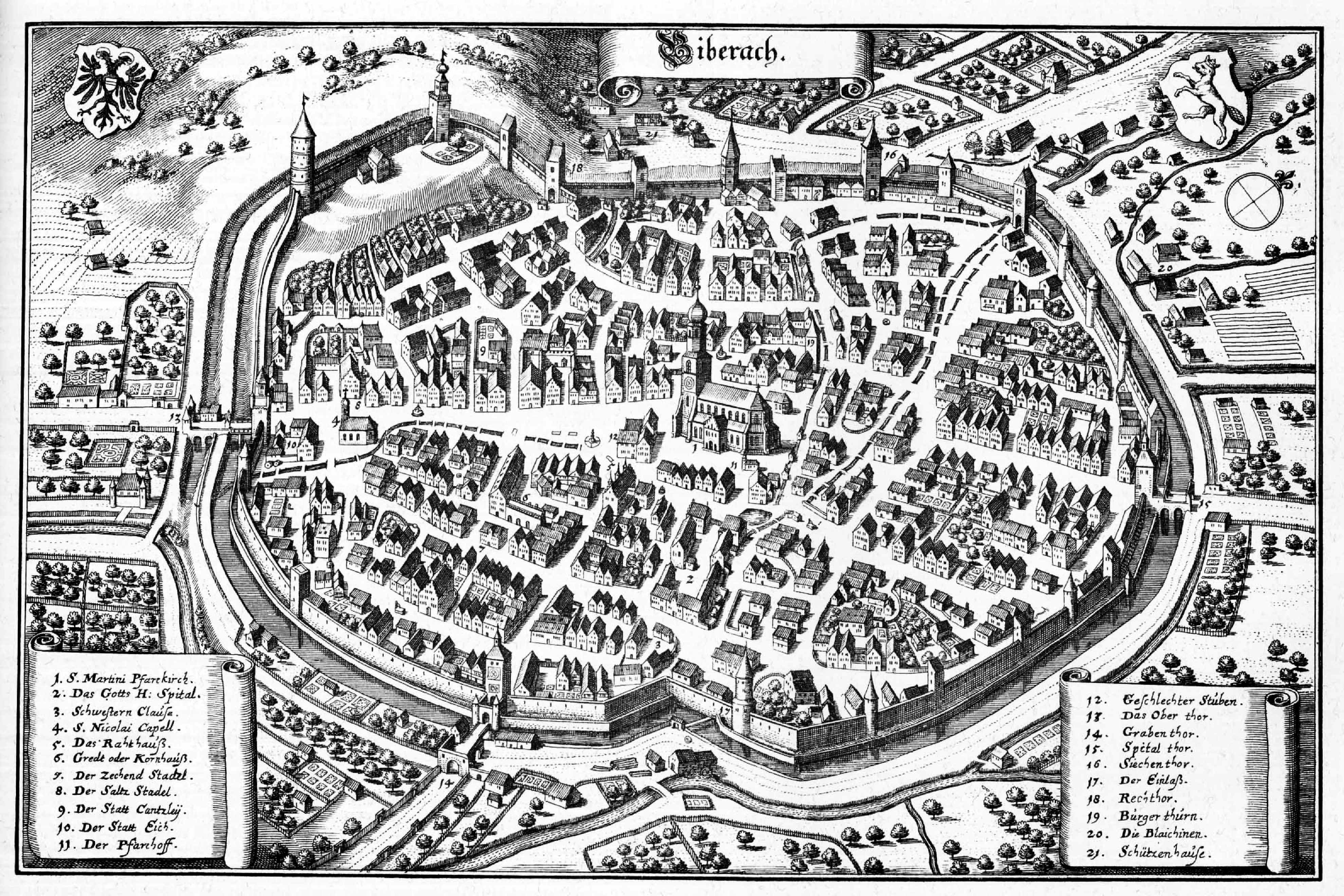
Karte von 1643

Zeugnis der frühen römischen Besiedlung sind die Reste einer Villa rustica im städtischen „Burrenwald“ (48° 7′ 10,2″ N, 9° 44′ 28,7″ O). Ausgrabungsergebnisse datieren diesen römischen Gutshof auf das 2. nachchristliche Jahrhundert. Die Funde des Hofes sind im städtischen Braith-Mali-Museum zu besichtigen. Weitere römische Fundstellen liegen in den Fluren „Birkenstock“, „Mauren“ bei Stafflangen und „Kirchäcker“ bei Ummendorf. Die dort vermuteten Gutshöfe versorgten die Grenztruppen am Limes.

### Reichsstadt
Biberach wurde 1083 erstmals urkundlich erwähnt. Damals lag das heutige Stadtgebiet im Herzogtum Schwaben. Um 1170 wurde die Marktsiedlung gegründet, und 1226 wurde diese erstmals als Stadt erwähnt. 1281/82 wurde Biberach von Rudolf I. von Habsburg zur Reichsstadt erhoben. 1312 wurde das Ulmer Recht eingeführt. Um 1239 erfolgte die Gründung des Spitals, einer karitativen Einrichtung für alle Bürger, die bis heute Wälder besitzt und das Bürgerheim (Altersheim) betreibt. Im Gegensatz zu anderen Reichsstädten gelang es Biberach nicht, ein über die Stadtgrenze hinausgehendes Territorium zu bilden. Das Umland gehörte stets zu anderen Herrschaften. Mit der Einführung der Baumwolle im 14. Jahrhundert wuchs Biberach zu einer bedeutenden Weberstadt heran. Biberacher Barchent und Leinwand wurden nach ganz Europa exportiert. Mehrere Weberhäuser aus dem 15. Jahrhundert sind erhalten.
siehe auch Burg Streitberg
Das Dorf Baltringen gehörte zum Biberacher Spital. Dort war 1524 ein Zentrum des Deutschen Bauernkriegs.
Ab 1500 gehörte die Reichsstadt zum Schwäbischen Reichskreis. Während der Reformation entwickelte sich Biberach zu einer konfessionell gemischten Reichsstadt.
Befürworter der Reformation in Biberach führten einen Bildersturm durch, bei dem 1531 auch der Hochaltar der St.-Martins Kirche zerstört wurde. Die katholische Messe blieb bis zum Augsburger Interim von 1548 verboten. Eine überwiegend protestantische Bevölkerungsmehrheit von etwa 90 % stand zu dieser Zeit einer am römisch-katholischen Glauben festhaltenden Adelsschicht von etwa 10 % feindlich gegenüber.
Im Dreißigjährigen Krieg besetzten am 20. April 1632 schwedische Truppen die Stadt und ließen am nächsten Tag den evangelischen Taufstein wieder in der Stadtpfarrkirche aufstellen. Am 31. Mai 1632 näherten sich Kaiserliche unter dem Kommando von Oberst Wolfgang Rudolf von Ossa der Stadt. Die Katholiken der Stadt wurden drei Tage lang in der Stadtpfarrkirche eingesperrt und erst wieder freigelassen, als Ossa nach seinem am 2. Juni unter schweren Verlusten gescheiterten Sturm auf die Stadt abgezogen war. Nachdem die Schweden unter Feldmarschall Graf Gustaf Horn am 7. September 1633 mit der Belagerung von Konstanz begonnen hatten, nutzte der Oberbefehlshaber über das Heer der Kaiserlichen Graf Johann von Aldringen die Gelegenheit und stieß am 24. September nach Biberach vor. Die Kaiserlichen beschossen am 26. September den Weißen Turm mit Kanonen und übernahmen die Stadt am 27. September. Doch bereits am 25. März 1634 eroberten die Schweden die Stadt wieder zurück, konnten sie aber nicht lange halten. Am 6. September erlitten sie in der Schlacht bei Nördlingen eine schwere Niederlage; Horn geriet in Gefangenschaft. Danach eroberten die Kaiserlichen fast ganz Süddeutschland zurück. Durch den Westfälischen Frieden von 1648 wurde für Biberach sowie für Ravensburg, Augsburg und Dinkelsbühl ein paritätisches Regierungs- und Verwaltungssystem eingeführt (Gleichberechtigung und exakte Ämterverteilung zwischen Katholiken und Protestanten, siehe Paritätische Reichsstadt).
Trotz den im Dreißigjährigen Krieg erlittenen Schäden stieg die Einwohnerzahl in der zweiten Hälfte des 18. Jahrhunderts auf über 4.000 Einwohner an. Damit überholte Biberach das seit dem Spätmittelalter wesentlich wichtigere Fernhandelszentrum Ravensburg.
Durch die Entwicklung der modernen Artillerie wurde die bestehende Stadtbefestigung – bestehend aus einem doppelten Mauerring mit bis zu zwei Meter dicken und bis zu sechs Meter hohen Mauern, niedrigeren Zwingermauern, Tief- und Wassergräben sowie den Türmen und Stadttoren – militärisch überflüssig. Sie wurden in Friedenszeiten lediglich zur Erhebung des Einlassgeldes benötigt. Deswegen wurde 1790 damit begonnen, die äußere schwächere Mauer, die Zwingermauern und einzelne Mauerpartien der inneren Mauer abzureißen.
Am 2. Oktober 1796 fand während des Feldzuges in Deutschland zwischen der französischen Rhein- und Moselarmee unter ihrem Befehlshaber Jean Victor Marie Moreau und den Truppen des kaiserlichen Feldzeugmeisters Maximilian Baillet von Latour die Schlacht bei Biberach statt.

### Württembergische Zeit
Infolge des Friedens von Lunéville und des Reichsdeputationshauptschlusses kam Biberach an das Kurfürstentum bzw. spätere Großherzogtum Baden, das am 25. September 1802 von der Stadt Besitz ergriff. Es wurde aber schon 1806 durch die Rheinbundakte gegen die Städte Villingen, Bräunlingen und Tuttlingen sowie die Grafschaft Bonndorf mit dem Königreich Württemberg getauscht, das die Stadt am 24. Oktober 1806 in Besitz nahm. 1810 wurde Biberach zur Oberamtsstadt erhoben und Sitz des württembergischen Oberamts Biberach, das mit kleineren Änderungen an die Stelle des kurzzeitig gebildeten Oberamts Ochsenhausen trat.
Im Februar 1813 wurde ein franzosenfeindlicher Anschlag an die vier Stadttore geheftet. Als Reaktion darauf wurde der Abbruch sämtlicher Mauerwerke in Biberach angeordnet, aber nicht durchgeführt. Im Oktober 1836 wurden die Torsperre und das Torgeld mit Rücksicht auf weitere Beitritte zum Deutschen Zollverein aufgehoben. Damit verlor die Stadtbefestigung ihre letzte Bedeutung als finanzielle Schutzwehr, und es folgten weitere Abbrüche, bei denen die Mehrzahl der Tore und Türme abgerissen wurde. Lediglich ein kleiner Teil der Mauer zwischen dem Weißen Turm und dem Gigelbergturm sowie im Bereich des Ulmer Tores blieb erhalten.
Am 26. Mai 1849 wurde die Bahnstrecke Ravensburg-Biberach dem Verkehr übergeben und somit die Stadt an das Streckennetz der Württembergischen Eisenbahn angeschlossen. Ab dem 29. Juni 1850 stand dann eine durchgehende Verbindung von Stuttgart nach Friedrichshafen zur Verfügung.
1914-1918 zeichneten Biberacher Bürger Kriegsanleihen im Wert von 50 Millionen Reichsmark, die ihren Wert vollständig verloren.
Am Ende des Ersten Weltkriegs (1918) waren von den rund 2250 zum Kriegsdienst eingezogenen Biberachern 316 gefallen oder wurden vermisst.
Die Revolution ab November 1918 verlief weitgehend ruhig, die Mehrheit der Bevölkerung stellte sich bei aller „sentimentalen Anhänglichkeit an das Königshaus“ hinter die neue Regierung (so Boris Barth). Der am 11. November gebildete Arbeiter-, Soldaten- und Bauernrat sorgte hauptsächlich für Sicherheit und Ordnung und die Versorgung der Bevölkerung. Stadtschultheiß Doll und der Gemeinderat sahen die neuen politischen Verhältnissen eher kritisch. Doll soll die Auflösung des Bürgerausschusses und das neue Wahlrecht für den Gemeinderat bedauert haben, „in dem nun Parteien vertreten sein durften“.
Am 19. September 1923 demonstrierten im so genannten „Marktkrawall“ einige hundert Arbeiter gegen die unerträglichen Lebensbedingungen während der Hyperinflation.

### Nationalsozialismus
1923 wurde in Biberach von Gustav Schlotterer und anderen die erste NSDAP-Ortsgruppe gegründet. Schon Ende 1931 waren Nationalsozialisten Gemeinderäte. Fraktionsführer war der Arzt Dr. Fritz Schroedter, ab 1935 war er Kreisamtsleiter für Volksgesundheit. Unter seiner Leitung wurden auch Zwangssterilisierungen vorgenommen.
Die Wahlergebnisse der NSDAP lagen 1932/33 über dem Landesdurchschnitt. Am 5. März 1933 erzielte die NSDAP mit 48,3 Prozent die Mehrheit vor dem Zentrum (34,7 Prozent). SPD (9,2) und KPD (4,6) waren bedeutungslos. Der Biberacher Gemeinderat wurde neugebildet, wobei die NSDAP die Hälfte der 18 Sitze bekam. Im April wurden die Sozialdemokraten Wilhelm Schultheiß, Anton Mönch und Adolf Pirrung, Direktor der Oberschwäbischen Elektrizitätswerke (OEW) verhaftet und ins Konzentrationslager Heuberg eingewiesen. Anfang April wurde zum Boykott der jüdischen Geschäfte aufgerufen. Die Familien Bergmann und Michaelis verließen zunächst Biberach, dann Deutschland. An sie erinnern heute Bronzetafeln auf dem Marktplatz.
Im Mai 1933 benannte der Gemeinderat die Kronen- in Hindenburgstraße und den Alten Postplatz in Adolf-Hitler-Platz um.
Bei den Verwaltungsreformen während der NS-Zeit in Württemberg wurde aus dem Oberamt 1934 der Kreis Biberach, aus dem 1938 der Landkreis Biberach hervorging.
Mindestens 200 Menschen wurden 1940 im Zuge der Euthanasiemaßnahmen ermordet, vor allem in Grafeneck.
Am Oberschwabentag im Juni 1939 marschierten 12.000 Menschen auf dem Biberacher Marktplatz auf.

### Biberach im Zweiten Weltkrieg
Während des Zweiten Weltkriegs wurde 1939 auf dem Gelände der heutigen Bereitschaftspolizei von der Wehrmacht ein Kriegsgefangenenlager namens „Lager Lindele“ eingerichtet. Dort waren etwa 146 sowjetische Kriegsgefangene untergebracht, von denen die meisten an Unterernährung starben. Ab September 1942 wurden Bewohner der Kanalinseln Guernsey und Jersey nach Deutschland deportiert, ein Teil von ihnen kam ins Lager Lindele. Im November 1944 wurden hier 149 orientalische Juden aus Tripolis eingesperrt. Im Januar 1945 kamen 133 Häftlinge aus dem KZ Bergen-Belsen dazu, vorwiegend niederländische Juden. Die in dieser Zeit in Biberach gestorbenen Juden wurden 1945 auf dem jüdischen Friedhof in Laupheim begraben.
614 Frauen, Männer und Kinder, die als Zwangsarbeiter aus den Staaten der ehemaligen UdSSR nach Oberschwaben verschleppt wurden, sind auf dem 1949 von den Franzosen angelegten „Russenfriedhof“ beerdigt.
Während des Krieges kam es mehrmals zu Luftangriffen auf Biberach. Beim ersten Angriff am 24. Juli 1944 wurde ein Schnellzug aus Berlin von Tieffliegern angegriffen; ein Mensch kam dabei ums Leben. Anfang April 1945 wurde ein Lazarettzug beschossen. Hierbei gab es 13 Tote. Am 12. April erfolgte der schwerste Angriff auf Biberach: Sieben alliierte Flugzeuge bombardierten das Gebiet um den Bahnhof, betroffen waren die Ulmer-Tor-Straße, Bahnhofstraße, Bürgerturmstraße und der Obstmarkt. 55 Menschen wurden getötet, 14 verletzt. 37 Gebäude wurden bei dem Angriff zerstört, 24 schwer beschädigt, 15 mittelschwer und etwa 100 leicht. In den Tagen nach diesem Angriff kam es zu einzelnen Tieffliegerangriffen, bei denen insgesamt sechs Menschen getötet wurden.
Elf Tage nach dem Angriff wurde die Stadt am 23. April 1945 von der französischen 1. Armee Rhin et Danube besetzt, die unter dem Befehl des Generals Jean de Lattre de Tassigny stand. Die geplante Verteidigung Biberachs wurde nicht umgesetzt: Ein hier zu diesem Zweck befindliches Bataillon wurde abgezogen, die Männer des Volkssturms nach Hause geschickt. Zudem öffneten örtliche Bürger zuvor angelegte Panzersperren. Um 16:30 Uhr rollten die ersten französischen Panzer auf den Marktplatz, und Bürgermeister Joseph Hammer übergab die Stadt. Dennoch gab es in der Umgebung noch mehrere Gefechte zwischen deutschen und französischen Truppen: An der Mittelbiberacher Steige starben zwölf deutsche Soldaten bei dem Versuch, die Franzosen aufzuhalten. Beim Jordanbad wurde ein französischer Soldat getötet. Daraufhin stellten die Franzosen ihren Vormarsch auf die Stadt ein und beschossen sie. Dabei wurde eine unbekannte Zahl Zivilisten getötet oder verwundet. Auch nach der Besetzung der Stadt kam es im Umland immer wieder zu Gefechten zwischen französischen Truppen und versprengten deutschen Einheiten, die die Franzosen bei ihrem schnellen Vormarsch durch Oberschwaben hinter sich gelassen hatten.

### Nach dem Zweiten Weltkrieg bis heute
Die Stadt Biberach befand sich 1945 in der Französischen Besatzungszone und kam somit 1947 zum neugegründeten Land Württemberg-Hohenzollern, das 1952 als Regierungsbezirk Südwürttemberg-Hohenzollern im Land Baden-Württemberg aufging.
Um nach dem Krieg rund 12.500 Vertriebene aus Ostpreußen, Schlesien und Pommern in Biberach unterbringen zu können, mussten dringend Wohnungen gebaut werden. Durch die Gründung der „Biberacher Wohnungshilfe“, den Erwerb von Genossenschaftsanteilen, private Darlehen und die Unterstützung durch die Stadt konnte am 2. Juli 1949 der erste Spatenstich für drei neue Häuser auf dem Galgenberg erfolgen. Bis 1958 wurden 1.500, bis 1962 insgesamt 3.000 neue Wohneinheiten gebaut. Zusätzlich mussten auch neue Schulen gebaut werden. Die erste war die Dollinger-Schule am 18. April 1953, der im März 1962 das neue städtische Gymnasium auf den Pflugwiesen folgte. Im selben Jahr wurde auch der Bau der Volksschule Birkendorf beschlossen.
Durch die Zuwanderung überschritt die Stadt Anfang der 1960er Jahre die Schwelle von 20.000 Einwohnern. Die Stadtverwaltung stellte daraufhin den Antrag auf Erhebung zur Großen Kreisstadt, dem die Landesregierung von Baden-Württemberg zum 1. Januar 1962 zustimmte. Durch die Eingliederung der vier Nachbargemeinden Stafflangen, Ringschnait, Rißegg und Mettenberg in den Jahren 1972 bis 1975 erreichte das Stadtgebiet seine heutige Ausdehnung. Bei der Kreisreform zum 1. Januar 1973 wurde der Landkreis Biberach vergrößert.
Um die einzige Eisenbahnbrücke am Eselsberg zu entlasten, wurde 1971 etwa einen Kilometer weiter südlich im Zuge der Königsbergallee eine Talquerspange errichtet, die Riß und Bahnstrecke überquert. Die Brücke wurde zum Teil auf einem vorhandenen Bahndamm errichtet, der Teil einer bereits vor dem Ersten Weltkrieg geplanten Bahnstrecke nach Uttenweiler war, die nie verwirklicht wurde.
Bereits einige Jahre zuvor, von 1958 bis 1968, wurde die alte B 30 im Bereich der Ulmer und Memminger Straße vierspurig ausgebaut, um die Innenstadt vom Nord-Süd-Verkehr zu entlasten. Ein weiterer Schritt in diese Richtung erfolgte 1981, als die B 30 im Zuge eines Neubaus autobahnähnlich ausgebaut und nach Osten verlegt wurde. Um die Innenstadt noch weiter zu entlasten, wurde die sogenannte „Nord-West-Umfahrung“ von der B 312 entlang des Flugplatzes in das Rißtal südlich von Warthausen gebaut und 2013 freigegeben. Geplant ist, die Nordwestumfahrung von dort aus über einen anschließenden Aufstieg nach Mettenberg samt einer Teiluntertunnelung mit der B 30 zu verbinden.
Am 27. Juni 1983 stieß ein französisches Kampfflugzeug des Typs Mirage IIIC (Kennzeichen 342/33-CR) über der Stadt mit einem Geschäftsreiseflugzeug des Typs Partenavia P.68 (Luftfahrzeugkennzeichen D-GFPH) zusammen. Der Jagdbomber stürzte in einem Wohnviertel nahe der Arzneimittelfabrik Thomae im Stadtteil Birkendorf ab. Sieben Personen wurden bei dem Unfall getötet und 13 weitere verletzt.

### Eingemeindungen
Die folgenden Gemeinden bzw. Orte wurden bereits früher in die Stadt Biberach an der Riß eingegliedert:
- 1864: Birkendorf[31]
- 1934: Bergerhausen mit Hagenbuch, Jordanbad und Reichenbach

Mit der Gebietsreform in Baden-Württemberg in den 1970er Jahren wurden folgende Orte eingemeindet:
- 1. Januar 1972: Ringschnait und Stafflangen
- 1. Januar 1974: Rißegg
- 1. Januar 1975: Mettenberg

### Geschichte der eingemeindeten Orte

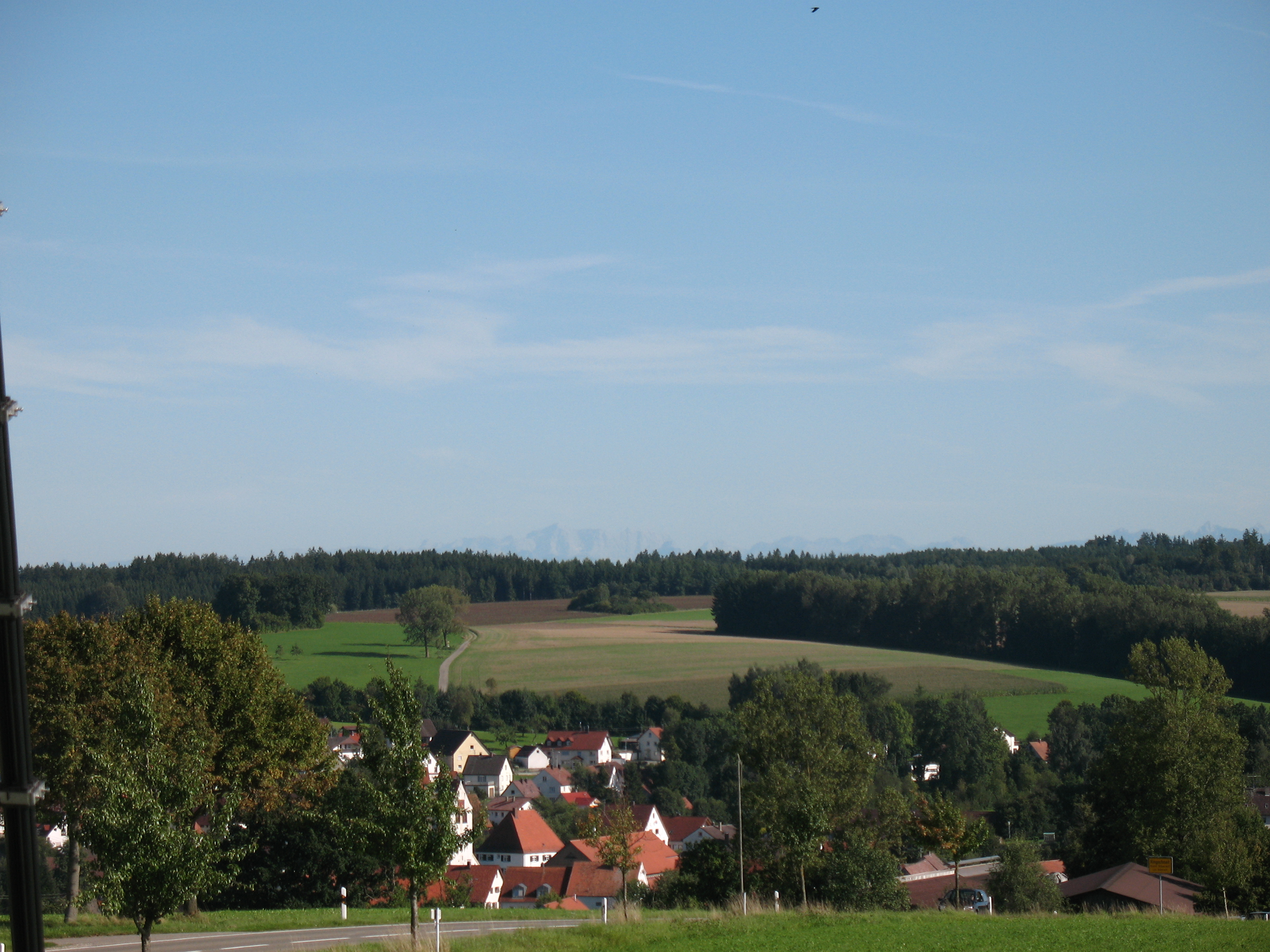
Ringschnait mit Blick zur Zugspitze

|                            | Bergerhausen wurde bereits 1934 nach Biberach eingemeindet. Dazu gehörten die drei Ortsteile Jordanbad, Reichenbach und Hagenbuch, das bis 1830 ein Filial von Ummendorf war. 1925 lebten in Bergerhausen 671 Einwohner. |
| Wappen Biberach-Mettenberg | Mettenberg wurde um 1258 als Mettenberc erstmals erwähnt. Der Ort gehörte zur Herrschaft Warthausen und war im 13. Jahrhundert teilweise im Besitz des Biberacher Spitals und des Klosters Heggbach. 1806 fiel der Ort an Württemberg und wurde dem Oberamt Biberach zugeordnet. |
| Wappen Ringschnait         | Ringschnait wurde 1083 als Rincsneuth erstmals erwähnt. Bis 1120 und 1308 ist ein Ortsadel genannt. Besitzungen hatte das Kloster Ochsenhausen, das 1283 das Vogtrecht von Schenk Konrad von Winterstetten erwarb. 1293 kam der Ort von Schenk Hermann von Otterswang an das Kloster Heggbach, 1303 an das Kloster Salem und 1334 ebenfalls an Ochsenhausen. Dort verblieb der Ort bis 1803, kam dann an Fürst Metternich-Winneburg und 1806 an Württemberg, wo es dem Oberamt Biberach zugeordnet wurde.    |
| Wappen Rissegg             | Rißegg wurde um 1128 als Rüsseck erstmals erwähnt. Neben dem Ortsadel hatte die Herrschaft Warthausen Besitzungen, von der es 1806 an Württemberg kam und dann zum Oberamt Biberach gehörte. |
| Wappen Stafflangen         | Stafflangen wurde um 1200 als Staphelangen erstmals erwähnt. Auch dieser Ort dürfte zur Herrschaft Warthausen gehört haben, kam jedoch dann von Jop von Stadion über die Herren von Sulmingen und mehrere Biberacher Patrizier an das Kloster Schussenried, das 1737 die Besitzungen des Klosters Beuron erwarb. 1803 fiel der Ort an die Herren von Sternberg-Manderscheid und 1806 an Württemberg, wo es dem Oberamt Waldsee zugeordnet wurde. 1842 wurde auch Stafflangen dem Oberamt Biberach zugeteilt. |

### Einwohnerentwicklung
Einwohnerzahlen nach dem jeweiligen Gebietsstand. Die Zahlen sind Volkszählungsergebnisse (¹) oder amtliche Fortschreibungen der jeweiligen Statistischen Ämter (nur Hauptwohnsitze).
| Jahr               | Einwohner |
| ------------------ | --------- |
| 1500               | ca. 3.500 |
| 1648               | ca. 2.500 |
| 1700               | ca. 3.400 |
| 1810               | 4.323     |
| 1834               | 4.805     |
| 1858               | 5.531     |
| 1. Dezember 1871   | 7.091     |
| 1. Dezember 1880   | 7.799     |
| 1. Dezember 1900   | 8.390     |
| 1. Dezember 1910   | 9.360     |
| 16. Juni 1925      | 10.065    |
| 16. Juni 1933      | 10.426    |
| 17. Mai 1939       | 11.434    |
| 13. September 1950 | 14.984    |

| Jahr                 | Einwohner |
| -------------------- | --------- |
| 6. Juni 1961         | 21.524    |
| 27. Mai 1970         | 25.665    |
| 31. Dezember 1975    | 28.891    |
| 31. Dezember 1980    | 28.284    |
| 27. Mai 1987         | 28.121    |
| 31. Dezember 1990    | 29.635    |
| 31. Dezember 1995    | 30.862    |
| 31. Dezember 2000    | 31.593    |
| 31. Dezember 2005    | 32.282    |
| 31. Dezember 2010    | 32.394    |
| 9. Mai 2011 (Zensus) | 30.908    |
| 31. Dezember 2015    | 32.233    |
| 31. Dezember 2020    | 33.510    |
| 31. Dezember 2023    | 34.971    |

### Immigration und Integration
Biberach hat seit 2009 ein schriftlich ausgearbeitetes und gemeinsam erarbeitetes Integrationskonzept, seit 2010 gibt es eine Koordinierungsstelle für den Bereich Integration (Integrationsbeauftragte) und ein Interkulturelles Forum, daneben zahlreiche Einrichtungen zur Beratung und Hilfe, teilweise in kirchlicher Trägerschaft.
Laut Volkszählung 2011 besaßen von den 30.908 Einwohnern 2654 Menschen bzw. 8,6 % der Einwohner Biberachs keine deutsche Staatsbürgerschaft. Von diesen Menschen stammten 2253 aus dem europäischen Ausland, 258 aus Asien, 48 aus Afrika und 83 aus Nord- und Südamerika, und 12 waren staatenlos. Die größten Einwanderungsgruppen kamen 2011 aus der Türkei (691 Menschen), Kroatien (194), Italien (176), Rumänien (153) und Russland (104).
Laut Gemeindestatistik waren am 31. Dezember 2023 von den 34.971 Einwohnern Biberachs 6.794 Personen oder 19,4 % Ausländer.

## Religion

### Konfessionsstatistik
Zum Zeitpunkt der Volkszählung 2011 waren in der Stadt Biberach 50 % der Bevölkerung katholisch und 24 % evangelisch. 26 % gehörten einer sonstigen oder keiner Religionsgemeinschaft an oder machten keine Angaben. Der Anteil der Protestanten und Katholiken an der Gesamtbevölkerung ist seitdem jährlich um 1 Prozentpunkt gesunken. Gemäß dem Zensus 2022 waren 40,3 % der Einwohner katholisch und 18,9 % evangelisch; 40,8 % waren konfessionslos, gehörten einer anderen Glaubensgemeinschaft an oder machten keine Angabe.
Im Jahr 2022 wurden 504 Kirchenaustritte verzeichnet. 2023 lag die Zahl der Kirchenaustritte bei 335 (oder 1 Prozentpunkt der Gesamtbevölkerung) und 2024 bei 302 (wieder 1 Prozentpunkt der Gesamtbevölkerung).

### Geschichte
Das Gebiet der heutigen Stadt Biberach an der Riß gehörte von 585 bis zu dessen Auflösung 1821 zum Bistum Konstanz. 1521 verbreitete sich in Biberach die lutherische Lehre, und 1523 wurde erstmals lutherisch gepredigt. 1529 stimmte die Mehrheit der Bürger für die Einführung der Reformation, doch schon ein Jahr später auf dem Reichstag in Augsburg war die Haltung wieder unentschlossen. 1531 wurden schließlich die katholische Messe verboten und die Schweizer Kirchenordnung eingeführt. 1536 unterzeichnete die Stadt die Wittenberger Konkordie, und 1537 trat sie dem Schmalkaldischen Bund bei. Dennoch gab es in der Stadt weiterhin Katholiken. Die Stadtpfarrkirche St. Martin und Maria wird seither von beiden Konfessionen genutzt. Die Chorräume standen den Katholiken, das Langhaus den Protestanten zu. 1649 wurde offiziell die Parität beider Konfessionen eingeführt. Mit der Päpstlichen Bulle Provida solersque vom 16. August 1821, welche die Bistumsgrenzen sowie die kirchlichen Instanzen im südwestdeutschen Raum regelte, kam die katholische Gemeinde zum neugegründeten Bistum Rottenburg (heute Rottenburg-Stuttgart). Die evangelische Gemeinde war bis 1802 selbständig und wurde dann dem Dekanat Blaubeuren zugeordnet. 1810 wurde Biberach selbst Sitz eines Dekanats (siehe Kirchenbezirk Biberach) innerhalb der Evangelischen Landeskirche in Württemberg.

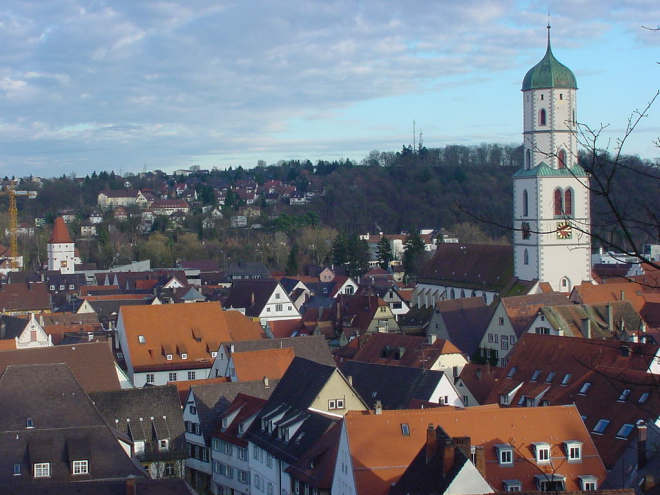
Blick auf die Altstadt

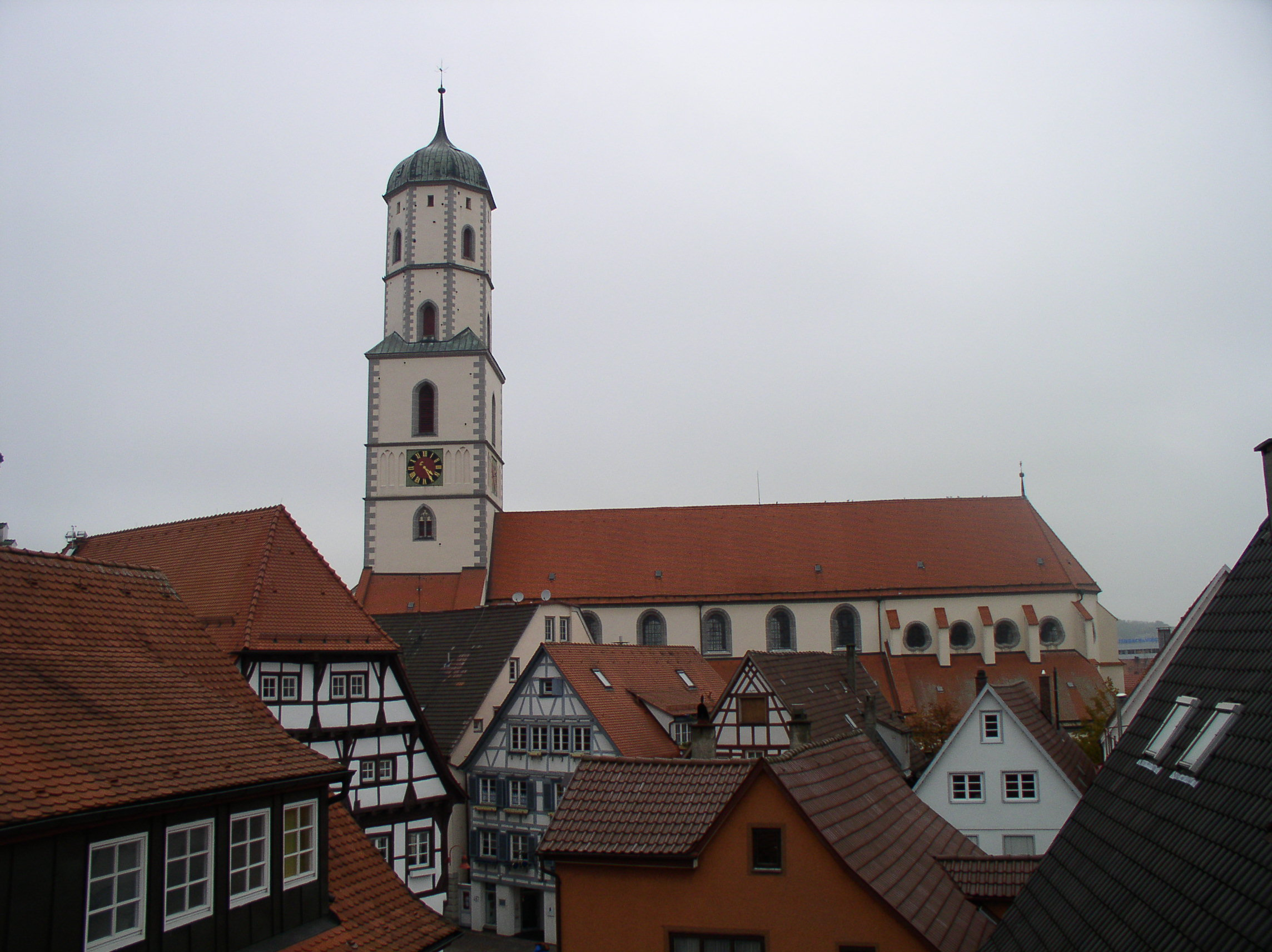
Stadtpfarrkirche St. Martin von Süden

Neben der simultan genutzten Stadtpfarrkirche St. Martin gibt es folgende weitere evangelische Kirchen bzw. Kirchengemeinden: Heilig-Geist-Kirche auf dem evangelischen Friedhof (erbaut 1649/62), Friedenskirche (erbaut 1963/66, mit Fenstern von Georg Meistermann) und Dietrich-Bonhoeffer-Kirche auf dem Mittelberg (erbaut 1977). Diese drei Gemeinden bilden mit der Nachbargemeinde Ummendorf und der evangelischen Stadtpfarrkirchengemeinde St. Martin die Evangelische Gesamtkirchengemeinde Biberach. Die evangelische Kirchengemeinde St. Martin hat als weitere Predigstelle die evangelische Spitalkirche. Dabei handelt es sich um den oberen Krankensaal des ehemaligen Heilig-Geist-Spitals. Die eigentliche Spitalkirche (1978 renoviert), die sich direkt neben der evangelischen Spitalkirche befindet, wird von der katholischen Gemeinde Biberach genutzt. Weitere katholische Kirchen und Kapellen in Biberach sind neben der simultan genutzten Stadtpfarrkirche St. Martin die Magdalenenkapelle auf dem katholischen Friedhof (erbaut 1404), die ehemalige Michaelskapelle (1533 profaniert, jedoch heute nicht mehr als Kirche genutzt und als Raum in eines der beiden katholischen Gemeindehäuser der Gemeinde St. Martin integriert), die Pfarrkirche St. Josef in Birkendorf (erbaut 1957) und die Pfarrkirche Zur Heiligsten Dreifaltigkeit auf dem Mittelberg (erbaut 1967/69).
Die heutigen Biberacher Stadtteile außerhalb der Grenzen der einstigen Reichsstadt blieben nach der Reformation katholisch, da die jeweiligen Ortsherren keine evangelische Lehre zuließen. Daher gibt es dort jeweils eine katholische Kirche bzw. Kirchengemeinde, und zwar St. Alban Mettenberg (erbaut 1786), Mariä Himmelfahrt Ringschnait (erbaut 1725), St. Remigius Stafflangen (erbaut 1759/70) und St. Gallus Rißegg (erbaut im 15. Jahrhundert, jedoch seit dem 14. Jahrhundert nachweisbar, in den 1930er Jahren erweitert). Die letztgenannte Gemeinde bildet mit den drei Gemeinden der Kernstadt (St. Martin, St. Josef und Zur Heiligsten Dreifaltigkeit) die Katholische Gesamtgemeinde Biberach. In allen Stadtteilen Biberachs gibt es heute aber auch Protestanten. Dabei werden die Protestanten der Stadtteile Mettenberg und Stafflangen von der Kirchengemeinde Biberach, die in Ringschnait von Ochsenhausen und die in Rißegg von Ummendorf aus betreut.

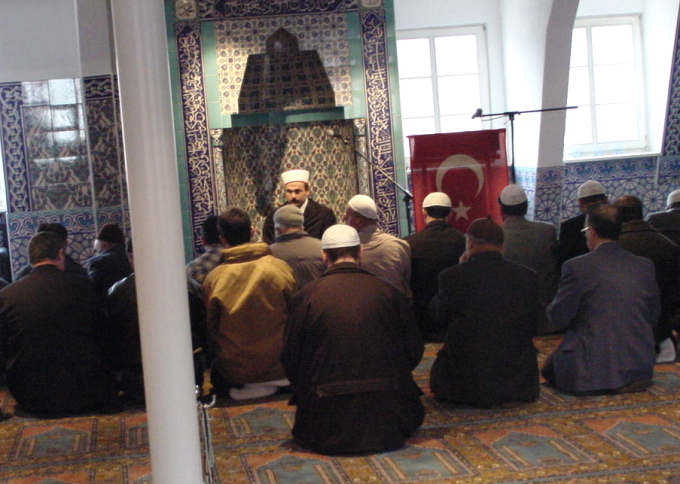
In einer Moschee in Biberach

Neben den beiden großen Kirchen gibt es in Biberach an der Riß auch Gemeinden, die zu Freikirchen gehören, darunter eine Evangelisch-Freikirchliche Gemeinde (Baptistengemeinde), eine Adventgemeinde, eine Freie Christengemeinde und eine Gemeinde der evangelischen Freikirche Treffpunkt Leben. Auch die Neuapostolische Kirche sowie die Zeugen Jehovas sind in Biberach an der Riß vertreten.
Zudem gibt es zwei Moscheen der Vereine DITIB und VIKZ.

## Politik

### Gemeinderat
Seit der Kommunalwahl 2014 wird in Biberach die 1972 eingeführte unechte Teilortswahl nicht mehr durchgeführt. In den vier Teilorten blieben die Ortschaftsräte aber erhalten.
Die Kommunalwahl am 9. Juni 2024 führte zu folgendem in den Diagrammen dargestellten Ergebnis:

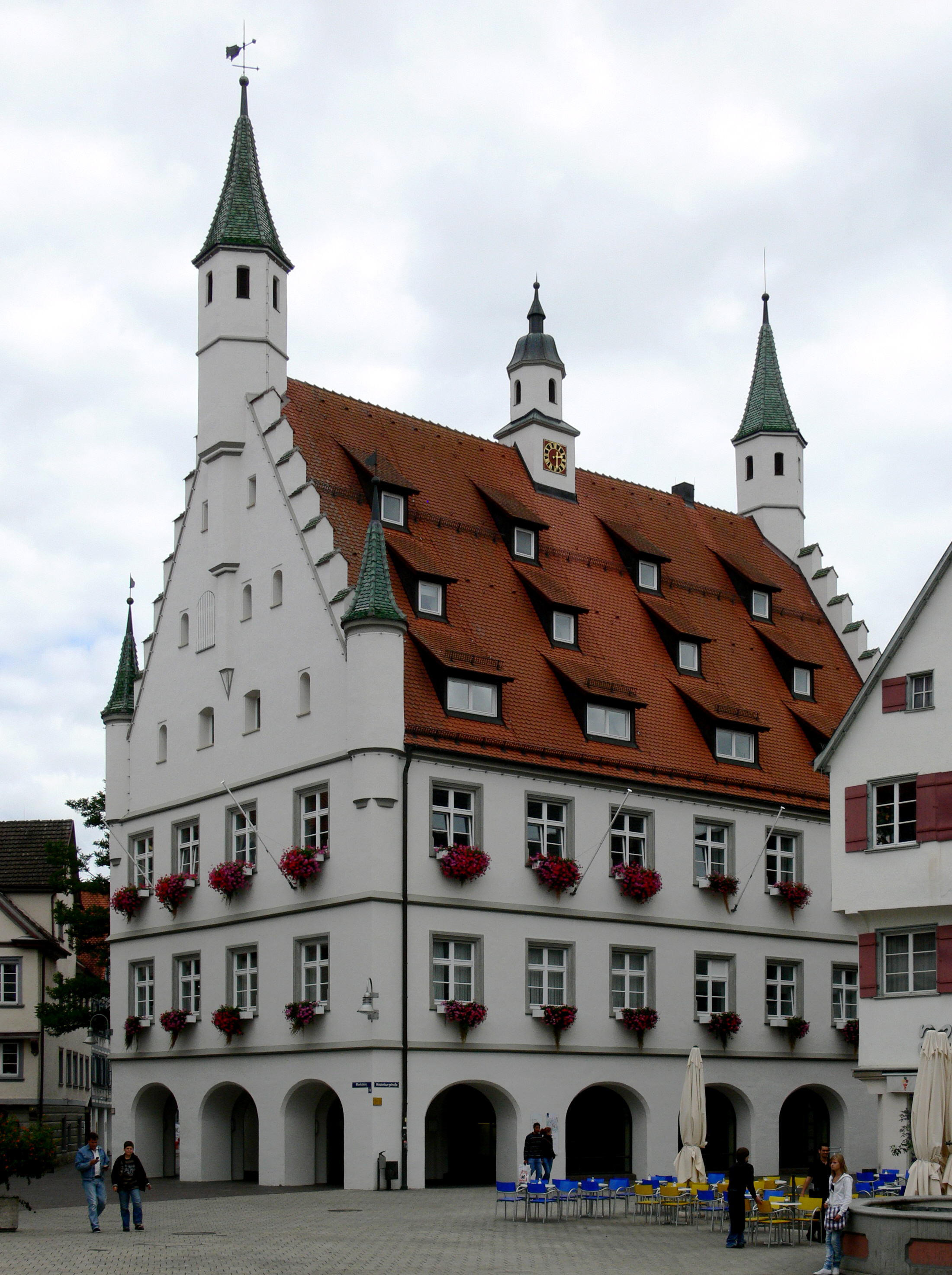
Das neue Rathaus von 1503

| Kommunalwahl 2024Wahlbeteiligung: 58,9 % (2019: 56,9 %) %403020100 32,713,817,225,57,92,9 CDUSPDFW/UBGrüneFDPLinkefGewinne und Verlusteim Vergleich zu 2014 %p 6 4 2 0 −2 −4+4,3−2,1+1,2−1,3−1,1CDUSPDFW/UBGrüneFDPLinkeAnmerkungen:f Offene Linke Liste (OLLI) | Sitzverteilung 2024 – Stadtrat BiberachInsgesamt 32 Sitze - Linke: 1 - SPD: 4 - Grüne: 8 - FDP: 3 - FW/UB: 6 - CDU: 10 |

### Bürgermeister und Oberbürgermeister
An der Spitze der Stadt Biberach an der Riß stand ab dem 13. Jahrhundert der Ammann als Vorsitzender des Gerichts. Daneben gab es ab 1349 auch einen Bürgermeister. 1312 war bereits das Ulmer Recht eingeführt worden. Die Stadt kaufte 1396 das Amt des Ammanns, und ab 1401 lag der Blutbann endgültig bei der Stadt. Ab 1649 wurden jedes Jahr zwei Stadtammänner ernannt.
Ab dem Jahr 1294 ist auch ein Rat genannt, der ab dem 15. Jahrhundert aus einem Kleinen Rat und einem Großen Rat bestand. Dem Rat gehörten auch drei Bürgermeister an. Mitgliederzahl und Besetzung wechselten mehrmals. In württembergischer Zeit wurde ein Stadtschultheiß eingesetzt. 1935 wurde aus dem Stadtschultheiß der Bürgermeister, der seit der Erhebung zur Großen Kreisstadt 1962 die Amtsbezeichnung Oberbürgermeister trägt. Dieser wird heute für eine Amtszeit von acht Jahren gewählt. Er ist Vorsitzender des Gemeinderats und Leiter der Stadtverwaltung. Seine allgemeinen Stellvertreter sind der 1. und der 2. Beigeordnete, jeweils mit der Amtsbezeichnung „Bürgermeister“.
Oberbürgermeister der Stadt ist Norbert Zeidler (parteilos), er folgte 2013 auf den zurückgetretenen Thomas Fettback (SPD).

#### Stadtoberhäupter seit 1806

Norbert Zeidler (links) mit Gattin bei der Verkündigung des Ergebnisses der OB-Wahl 2012

- 1795–1819: Karl Josef Anton von Klockh und Georg Ludwig Stecher
- 1819–1823: Georg Ludwig Stecher
- 1823–1830: Georg Ludwig Gottlieb Tritschler
- 1830–1859: Christoph Sebastian von Mayer
- 1859–1881: Josef Anton Alfons Gebel
- 1881–1892: Karl Friedrich Nicolai
- 1893–1913: Karl Müller
- 1913–1923: Alfred Doll
- 1923–1945: Josef Hammer
- 1945–1964: Wilhelm Leger
- 1964–1994: Claus-Wilhelm Hoffmann
- 1994–2012: Thomas Fettback
- seit 2013: Norbert Zeidler

### Wappen und Flagge

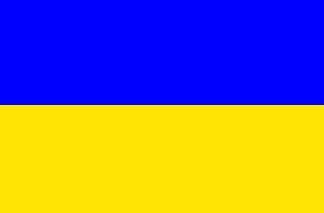
Flagge Biberachs

Die Stadtfarben sind Blau-Gelb.
| Wappen der Stadt Biberach an der Riß | Blasonierung: „In Blau ein aufgerichteter, golden (gelb) gekrönter goldener (gelber) Biber.“ |
| Wappen der Stadt Biberach an der Riß | Wappenbegründung: Das älteste bekannte, in einem Abdruck aus dem Jahre 1258 überlieferte Siegel der Reichsstadt weist neben dem Reichsadler und einer Staude bereits die redende Figur des Bibers auf. Spätere Siegel zeigen diese eigentliche städtische Wappenfigur in einem Schild auf der Brust des Adlers. Zunächst galt ein rot gekrönter und rot bewehrter blauer Biber in silbernem Schild als heraldisches Bildkennzeichen Biberachs. In Anerkennung der besonderen Dienste des städtischen Aufgebots bei der Befreiung König Maximilians aus der Gefangenschaft der Stadt Brügge verlieh Kaiser Friedrich III. der Stadt am 18. Juli 1488 das „gebesserte“ jetzige Wappen. |

### Städtepartnerschaften
Biberach unterhält Beziehungen zu fünf Partnerstädten und einer Insel:
- Valence (Frankreich)
- Distrikt Tendring, Essex (Vereinigtes Königreich)
- Asti (Italien)
- Świdnica/Schweidnitz (Polen)
- Telawi (Georgien)
- Kanalinsel Guernsey

Für die Partnerschaft mit der Kanalinsel Guernsey wurde der ehemalige Oberbürgermeister Fettback 2005 von Königin Elisabeth II. mit der Ernennung zum Officer des Order of the British Empire geehrt.

## Kultur und Sehenswürdigkeiten
Biberach ist auch Station der Oberschwäbischen Barockstraße, der Mühlenstraße Oberschwaben und der Schwäbischen Dichterstraße. Der Oberschwäbische Jakobsweg von Nürnberg über Ulm nach Konstanz und weiter nach Santiago de Compostela führt seit dem Mittelalter durch die Stadt. Biberach ist zudem Station der Deutschen Fachwerkstraße. Eine Route mit sechs Städten schließt in Herrenberg an die bestehende Schwarzwaldroute und in Kirchheim/Teck an die ebenfalls bereits etablierte Neckarroute an und führt über Bad Urach, Blaubeuren, Riedlingen, Biberach und Pfullendorf nach Meersburg. Mit einer Gesamtlänge von 560 km ist die Route „Vom Neckar zum Schwarzwald und zum Bodensee“ die zweitlängste in Deutschland.
← Vorhergehender Ort: Mettenberg | Biberach an der Riß | Nächster Ort: Reute →

Ulmer Münster |
Ulm |
Grimmelfingen |
Einsingen |
Erbach |
Donaurieden |
Oberdischingen |
Ersingen |
Rißtissen |
Untersulmetingen |
Obersulmetingen |
Schemmerberg |
Äpfingen |
Laupertshausen |
Mettenberg |
Biberach an der Riß |
Reute |
Grodt |
Muttensweiler |
Steinhausen |
Wallfahrtskirche Steinhausen |
Winterstettenstadt |
Bad Waldsee |
Bergatreute |
Weingarten |
Ravensburg |
Brochenzell
Östliche Route:
Meckenbeuren |
Tettnang |
Gießenbrücke |
Heiligenhof |
Atlashofen |
Hüttmannsberg |
Gattnau |
Arensweiler |
Selmnau |
Hattnau |
Nonnenhorn
Westliche Route:
Rammetshofen |
Unterteuringen |
Hepbach |
Leimbach |
Möggenweiler |
Markdorf |
Meersburg |
Bodensee |
Staad |
Konstanz |
Konstanzer Münster

### Theater, Kino und Musik

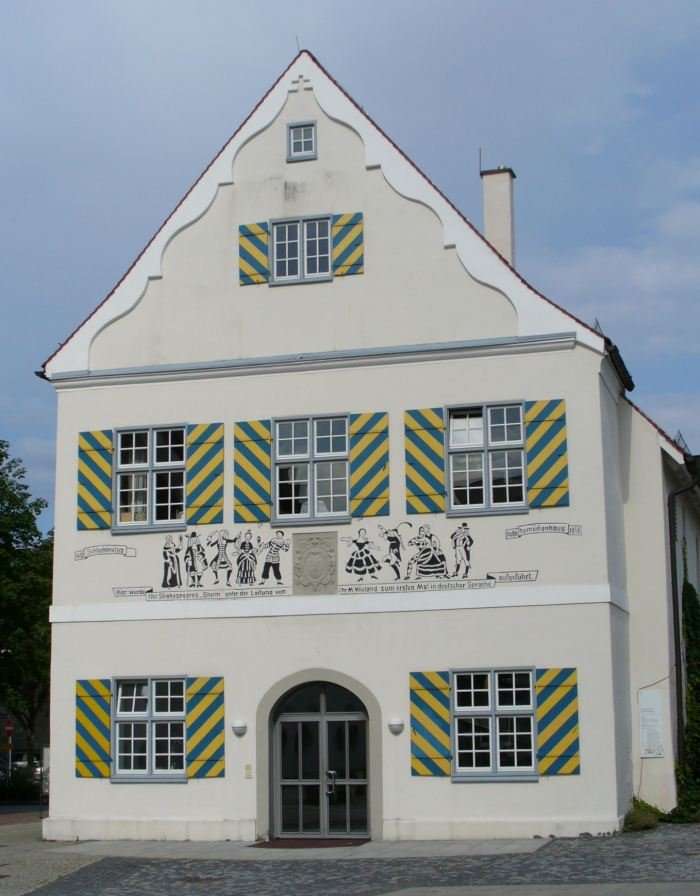
Komödienhaus in der Alten Schlachtmetzig

- In Biberach befinden sich das älteste und größte Kindertheater und das älteste Amateurtheater Deutschlands, der Dramatische Verein. Daneben gibt es noch die beiden städtischen Theater in der Gigelberghalle und im Komödienhaus.
- Seit 1978 findet jedes Jahr im Herbst das Filmfest Biberach statt, das sich „Familienfest des deutschen Films“ nennt.
- Eine weitere Institution seit 1993 war der Kabarettherbst Biberach. Bei der Kleinkunstreihe in den Monaten Oktober und November trafen sich nationale und internationale Größen des Kabaretts. Im Jahr 2024 wurde der Kabarettherbst jedoch eingestellt.[47]
- Zu den musikalischen Aktivitäten zählen der Musikfrühling (im Mai) und die Biberacher Musiknacht. Ein jüngeres Publikum sprechen das FreeFlow-Festival, dass sich auf Hip Hop, Pop und Indie fokussiert, und das seit 2013 stattfindende Umsonst-und-draußen-Festival Der Hirsch geht ab an.
- Eine besondere kirchenmusikalische Prägung erhält die Stadt durch die St.-Martins-Chorknaben Biberach.

### Museen

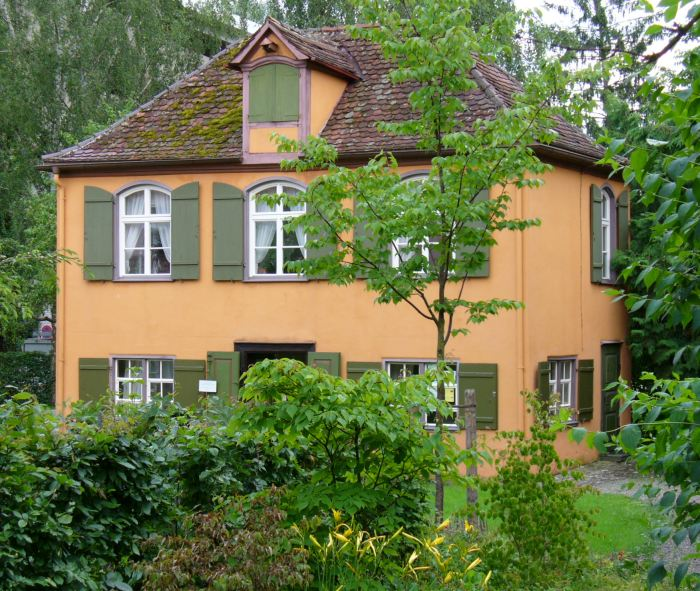
Wieland-Gartenhaus

- Das Museum Biberach (bis 2021 „Braith-Mali-Museum“), untergebracht in den Räumen des ehemaligen Hospitals zum Heiligen Geist, zeigt neben der Stadtgeschichte die Geschichte des Flachsens, Spinnens und Webens in Biberach sowie Gemälde und die Malerateliers der Tiermaler Anton Braith und Christian Mali wie auch eine Sammlung von Werken des Expressionisten Ernst Ludwig Kirchner.
- Das Wieland-Museum wurde 1907 durch den Biberacher Kunst- und Altertumsverein gegründet. Es ist untergebracht in den original Gartenhäusern, die Christoph Martin Wieland (1733–1813) in Biberach angemietet hatte. Die Ausstellung zeigt Wielands Leben und Werke.
- Das Film- und Kinomuseum Baden-Württemberg zeigt im Foyer des Kinocenters „Traumpalast“ unter anderem historische Foto- und Filmapparate von der Frühzeit bis zur Gegenwart.[48]
- Im Ortsteil Ringschnait befindet sich das Nistkasten- und Vogelschutzmuseum, das über 500 verschiedene Modelle von Nistkästen für Vögel und Fledermäuse, ferner eine Nestersammlung zeigt und die Geschichte der Nistkästen seit dem 16. Jahrhundert dokumentiert.[49]

### Gedenkstätten
Auf dem so genannten „Russenfriedhof“ direkt neben dem evangelischen Friedhof an der ehemaligen Bundesstraße 30 erinnern ein Gedenkstein sowie ein russisch-orthodoxes Sühnekreuz sowie Gräber an 614 Kriegsgefangene und Zwangsarbeiter, Frauen, Männer und Kinder aus der Sowjetunion und anderen Staaten, die während des Zweiten Weltkrieges im Lager Lindele ums Leben kamen, darunter an den am 20. Oktober 1943 bei Laupheim ermordeten ukrainischen Zwangsarbeiter Dimitrij Siwidow (Jg. 1914, Vater von drei Kindern).
Ein weiterer Denkort ist das Denkmal an die Toten des Lager Lindele, das 2002 auf dem Stadtfriedhof errichtet wurde.
Am 8. Mai 2012 wurden zwei Bronzetafeln am Marktplatz und in der Hindenburgstraße vor den Häusern der Familien Bergmann und Michaelis im Gehsteig verlegt. Die Bronzetafeln hatten Schüler durch eine Sammlung finanziert.

### Bauwerke

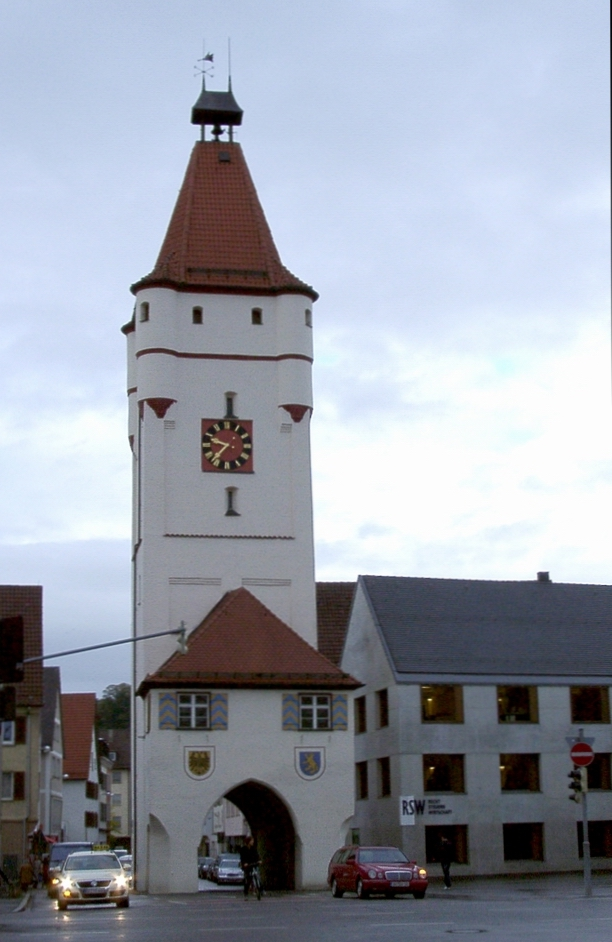
Ulmer Tor, Teil der Stadtbefestigung

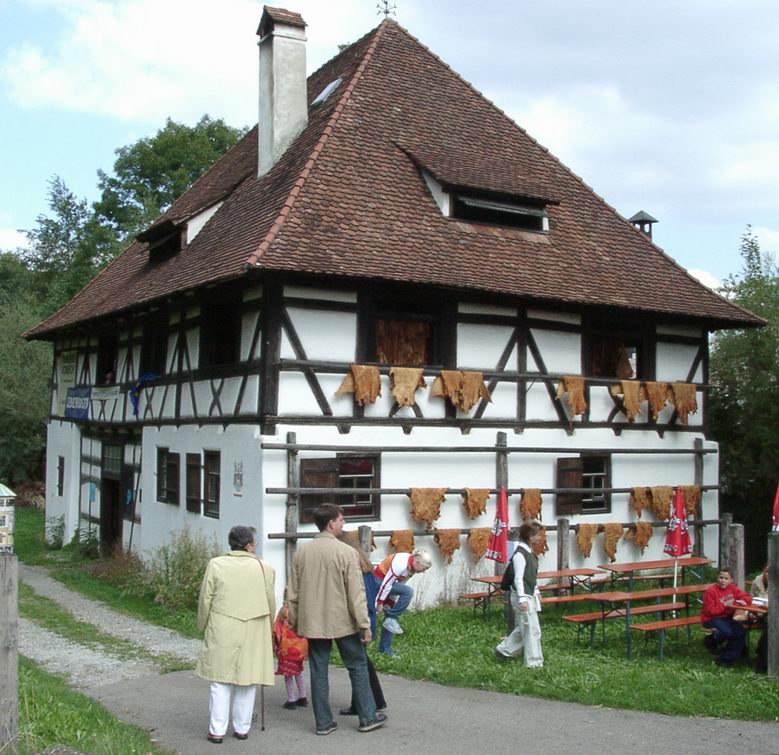
Weißgerberwalkmühle von 1699 am Bleicherbach

Das Ortsbild Biberachs wird geprägt vom Marktplatz mit den Patrizierhäusern, dem Marktbrunnen, den renovierten Rathäusern, vom Turm der gotischen Stadtpfarrkirche St. Martin sowie von mittelalterlicher Architektur und den beiden Türmen Weißer Turm und Gigelturm, die das ehemalige Weberviertel Weberberg überragen.

#### Sakralbauten
- Die ehemals gotische, später barockisierte Stadtpfarrkirche St. Martin wurde von 1337 bis 1366 erbaut. Sie wird seit 1548 von beiden christlichen Konfessionen gemeinsam genutzt und ist damit eine der ältesten Simultankirchen Deutschlands.[55]
- Die Magdalenenkirche wurde 1404 als Siechenkapelle St. Maria Magdalena erbaut mit Kirchhof und Mauer. Sie war Keimzelle der Biberacher Reformation, heute dient sie aber als Friedhofskirche des katholischen Friedhofs und wurde 2006 renoviert.
- Franziskanerinnenkloster Sta. Maria de Victoria; in den Gebäudeteilen sind heute das Amtsgericht Biberach und die Außenstelle Biberach des Staatlichen Hochbauamtes I Ulm zu finden.
- Zu den weiteren Kirchen im Stadtgebiet vgl. Abschnitt Religion.

#### Profanbauten
- das Hospital zum heiligen Geist ist das größte Gebäudeensemble in der Altstadt Biberachs. Es wurde bereits Mitte des 13. Jahrhunderts als karitative Stiftung gegründet und Anfang des 16. Jahrhunderts erbaut. Die Sanierung des Ost- und Westflügels erfolgte 1992 bis 2000. Der Gebäudekomplex beherbergt heute das Braith-Mali-Museum und Baudezernat.
- Das „Ulmer Tor“ von 1365 ist das letzte erhaltene Stadttor aus der mittelalterlichen Stadtbefestigung, die zum größten Teil 1803 abgebaut wurde.
- Der ehemalige Salzstadel mit dem Weinkeller der Reichsstadt von 1513 liegt am Kapellenplatz, um den sich weitere historische Gebäude gruppieren.
- Thermal- und Kurbad „Jordanbad“: 1470 wurde das „Spitalbad“ erstmals urkundlich erwähnt. 1889 eröffneten die Franziskanerinnen von Reute hier die erste ärztlich geleitete Kneipp’sche Wasserheilanstalt Deutschlands. Heute ist das nach Modernisierung 2003 eröffnete Thermal-, Sole- und Familienbad mit Saunalandschaft, Wellnessbereich[56] und Vier-Sterne-Parkhotel im Besitz der katholischen St. Elisabeth-Stiftung.
- Das Hugo-Häring-Haus wurde 1949/1950 als Spätwerk des bekannten Biberacher Architekten Hugo Häring (modernes und organisches Bauen) erbaut. Der Architektur lagen japanische Einflüsse des Wohlbefindens der darin lebenden Menschen zugrunde. Das Haus wurde in seinen Originalzustand zurückversetzt, mit Original-Möbeln von Hugo Häring eingerichtet und als Museum zugänglich gemacht.
- Weißgerberwalkmühle Kolesch am Bleicherbach: erbaut 1699 – älteste und letzte noch aktive Walkmühle in Deutschland – mit mehreren Walkhämmern der Weißgerberei (Altsämisch-Gerbereien), in der heute noch nach alter Tradition Leder bearbeitet wird.
- Der Rote Bau ist ein denkmalgeschützter Sichtbacksteinbau des 19. Jahrhunderts, der nach verschiedenen unterschiedlichen Nutzungen heute das Stadtarchiv von Biberach sowie das Wieland-Archiv beherbergt.
- Weitere Denkmäler sind die Burg Biberach, Kesselburg, Burg Rißegg, Burg Röhrwangen und die Villa rustica (Burrenwald).

### Baumdenkmal für die Deutsche Einheit
Das Baumdenkmal für die Deutsche Einheit befindet sich am Stadtweiher beim Stadtfriedhof. Es wurde am 7. April 2014 anlässlich des 25. Jahrestages des Mauerfalls vom Oberbürgermeister Norbert Zeidler, dem Ersten Bürgermeister Ronald Wersch und dem Baubürgermeister Christian Kuhlmann gepflanzt und angegossen.

### Regelmäßige Veranstaltungen

#### Schützenfest
Das Biberacher Schützenfest ist das wichtigste Biberacher Kinder- und Heimatfest und findet in der letzten ganzen Schulwoche vor den Sommerferien (meist im Juli) statt. Die Hauptfesttage sind der Schützenmontag, der Schützendienstag und der „Bauernschützen“ genannte zweite Sonntag. An ihnen nehmen die Biberacher Schüler am „Bunten Zug“ und am „Historischen Zug“ sowie an der Ziehung (Tombola ohne Einsatz) teil, für die oberen Klassen findet parallel das Biberschießen statt, bei dem mit einer Armbrust auf eine Zielscheibe mit einem Biber geschossen wird. Die beiden besten Schützen (Junge und Mädchen) werden Schützenkönig und -königin und nehmen am Historischen Umzug teil.

#### Sonstiges
- Zu den kulturellen Höhepunkten im Leben der Stadt gehört seit den 1980er Jahren das Filmfest Biberach, das sich dem deutschsprachigen Film widmet.
- Der politische Aschermittwoch der Grünen findet traditionell in der Biberacher Stadthalle statt.
- Seit 1735 reiten die Biberacher Blutreiter an Christi Himmelfahrt zur Reliquie des Heiligen Blutes nach Weingarten.
- Seit 1979 wird alle zwei Jahre in Biberach der Christoph-Martin-Wieland-Übersetzerpreis verliehen.

### Sport
Die Turngemeinde Biberach 1847 e. V. gehört mit knapp 6.500 Mitgliedern zu den größten Vereinen der Region. In 28 Abteilungen, von Volleyball, Leichtathletik, Tennis über Schach bis hin zu Taekwondo wird Breiten- und Spitzensport geboten. Erfolgreichste Mannschaft innerhalb der TG Biberach ist die 1. Damenmannschaft der Volleyballabteilung, die in der 3. Bundesliga Süd antritt. Die TG Biberach ist Heimatverein von Markus Deibler und Steffen Deibler. Seit 2010 werden in Biberach die deutschen Tennismeisterschaften ausgetragen.
Erwähnenswert ist zudem die BMX-Initiative mit ihrem 5.100 m² großen Übungsgelände, das Interessierte auch aus größerer Entfernung anlockt.
Das Leichtathletik-Turnier „Weltklasse in Biberach“ fand mehrfach Ende Juni/Anfang Juli statt.
Seit 2015 wird auf dem Marktplatz in Biberach, „Deutschlands schönster Kugelstoßarena“, der VOLLMERCup ausgetragen.
Regelmäßig über 1000 Handballer aus Deutschland und anderen europäischen Ländern, darunter viele Jugendliche, sind beim Internationalen Biberacher OsterTurnier zu Gast.
Jeweils im September findet in Biberach der Stadtlauf um den Cup der Kreissparkasse Biberach (zuvor: Boehringer-Ingelheim-Cup) statt. Beim „Lauf der Asse“ starten neben zahlreichen Amateuren und Schülern auch Profis aus der ganzen Welt, die dem Stadtlauf das Flair eines internationalen Spektakels verleihen.

### Kulinarisches

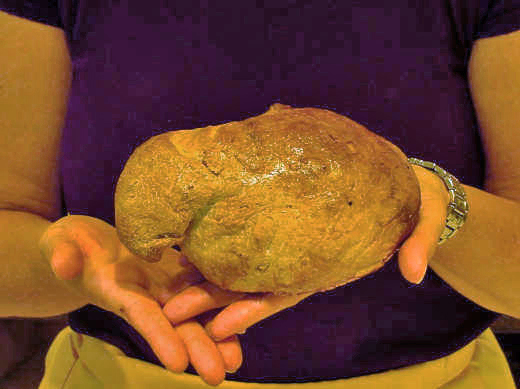
Knauzenwecken

Zu den beliebtesten lokalen Backwaren gehören „Seele“, „Knauzenwecken“ und – zur Fastenzeit – die „Fastenbrezel“. Exklusiv zum Schützenfest gibt es den „Schützenkrapfen“ (Blätterteig mit Himbeerkonfitüre). Das „Biberacher Milzle“, eine Spezialität aus sieben Sorten Fleisch, vorwiegend Innereien, ist heute auf Speisekarten kaum noch anzutreffen.

### Das Herrgöttle von Biberach
Das in schwäbischer Mundart vielzitierte „Herrgöttle von Biberach“ ist in Wirklichkeit das „Herrgöttle von Biberbach“ (im nördlichen Landkreis Augsburg) und befindet sich als vielbesuchtes Gnadenbild in der dortigen Wallfahrtskirche.

### Der Schatten des Esels

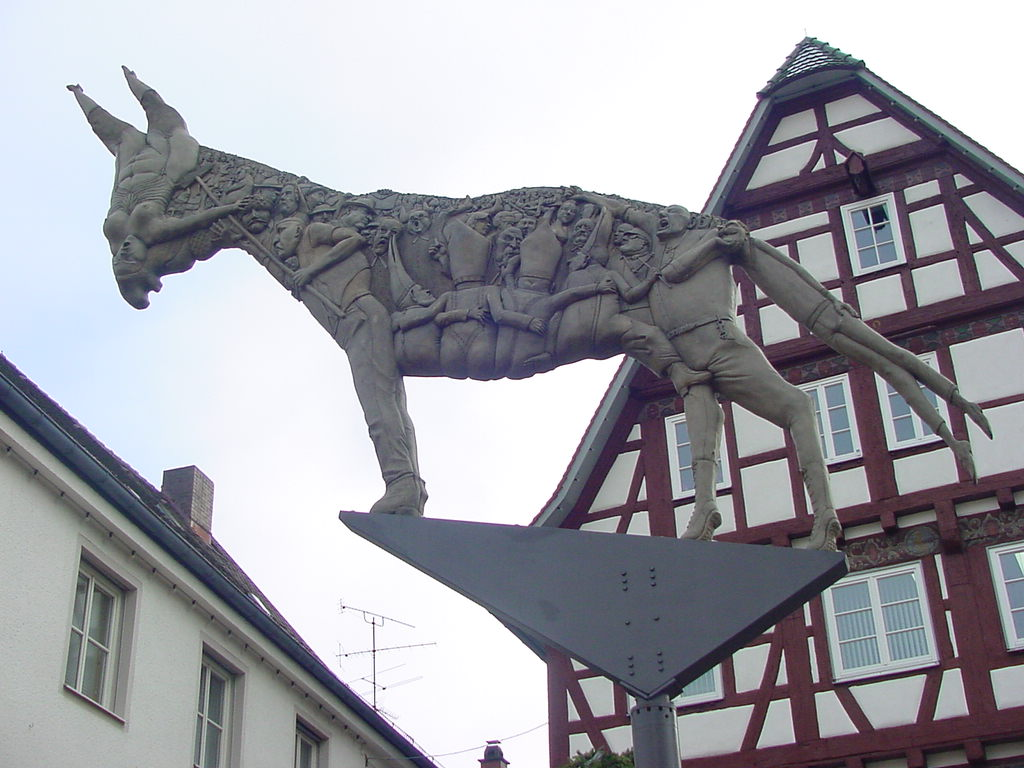
„Des Esels Schatten“

Der berühmteste Sohn der Stadt ist Christoph Martin Wieland. Dessen „Geschichte der Abderiten“, in der die antiken Schildbürger einen Prozess um den Schatten eines Esels führen, gilt als Plädoyer für Bürgerfrieden und ist eine Parabel für den Verlust der demokratischen Tugenden durch Zwietracht. Im Jahr 2000 wurde eine von Peter Lenk gestaltete Esel-Skulptur eingeweiht.

## Wirtschaft und Infrastruktur
Im Zukunftsatlas 2025 belegte Biberach Platz 24 von 400 Landkreisen und kreisfreien Städten in Deutschland und zählt damit zu den Orten mit „hohen Zukunftschancen“.

### Verkehr

#### Fernstraßen

Bahnhof Biberach (Riß)

Biberach liegt im Schnittpunkt der Bundesstraßen 30 (Ulm – Friedrichshafen), 312 (Stuttgart – Memmingen) und 465. Die B 30 ist vom Südende der Stadt bis zum Autobahnzubringer der A 7, der am Kreuz Hittistetten endet, durchgängig vierspurig ausgebaut. Im Jahr 2013 wurde die Nordwestumfahrung (NWU) eröffnet, die die B 312 (Riedlinger Straße) mit der L 267 (Ulmer Straße) verbindet. Über die NWU führen Fledermausbrücken mit Baukosten von insgesamt rund 400.000 Euro.

#### Bahnverkehr
Die am 26. Mai 1849 in Betrieb genommene Bahnstrecke Ulm–Friedrichshafen, auch Württembergische Südbahn genannt, durchquert die Stadt in Nord-Süd-Richtung. Der beim Bau der Strecke eröffnete Bahnhof Biberach (Riß) liegt östlich der Innenstadt. Vom Bahnhofsvorplatz verkehrte von 1900 bis 1964 die Öchsle-Schmalspurbahn nach Ochsenhausen. Es halten (Stand 2025) zwei Fernzugpaare, Regionalexpresszüge sowie Regio-S-Bahnen. 
| Linie                    | Strecke | Taktfrequenz      |
| ------------------------ | --- | ----------------- |
| RJX 32                   | Frankfurt – Darmstadt – Heidelberg – Stuttgart – Ulm – Biberach – Friedrichshafen – Lindau – Innsbruck – Salzburg – Linz – Wien                                              | ein Zugpaar       |
| ICE 32                   | Dortmund – Hagen – Wuppertal – Köln – Koblenz – Mainz – Mannheim – Heidelberg – Stuttgart – Ulm – Biberach – Friedrichshafen – Lindau-Reutin – Bregenz – Innsbruck           | ein Zugpaar       |
| ICE 32                   | Innsbruck – Bregenz – Lindau-Reutin – Friedrichshafen – Biberach – Ulm – Stuttgart – Heidelberg – Mannheim – Mainz – Koblenz – Köln – Düsseldorf – Essen – Bochum – Dortmund | ein Zugpaar       |
| RE 3                     | Ulm – Biberach – Aulendorf – Ravensburg – Friedrichshafen – Lindau | stündlich         |
| RE 5                     | Stuttgart – Esslingen – Plochingen – Göppingen – Ulm – Laupheim West – Biberach – Aulendorf – Ravensburg – Friedrichshafen                                                   | stündlich         |
| RS 21                    | Ulm – Erbach – Laupheim Stadt – Biberach Süd | stündlich         |
| RS 2                     | Ulm – Erbach – Laupheim West – Biberach Süd | stündlich Mo – Fr |
| Stand: 15. Dezember 2024 | |                   |

Der Bahnhof Biberach (Riß) Süd wurde im Jahr 2002 eröffnet und liegt im Süden der Stadt in der Nähe des Berufsschulzentrums und mehrerer großer Industriebetriebe. Die Stadt liegt im Verbundgebiet des DING. Er ist Endpunkt der Regio-S-Bahn-Linien RS 21 und RS 2. 

#### Radverkehr
Durch Alltagsrouten aus dem Radnetz Baden-Württemberg ist Biberach 
- über Warthausen (Gewerbegebiet) und Maselheim (Ortsteil Äpfingen) mit Laupheim,
- über Ummendorf und Hochdorf mit Bad Waldsee,
- über Attenweiler (Ortsteile Gutershofen und Schammach) und Uttenweiler mit Riedlingen und
- über Ummendorf, den Stadtteil Ringschnait und Ochsenhausen Richtung Memmingen verbunden.

Durch Biberach führt als Landes-Radfernweg der Donau-Bodensee-Radweg. Er führt von Ulm zum Bodensee nach Kressbronn und dabei von Schemmerhofen über Warthausen nach Biberach und weiter über Ummendorf nach Eberhardzell.
Biberach ist Mitglied der AGFK (Arbeitsgemeinschaft Fahrrad- und Fußverkehrsfreundlicher Kommunen) in Baden-Württemberg.

#### Luftverkehr
Biberach verfügt mit dem „Flugplatz Biberach a. d. Riß“ über einen Verkehrslandeplatz, der für Luftfahrzeuge bis 6,3 t – also bis zur Klasse typischer Business-Jets – zugelassen ist (ICAO-Code: EDMB). Im Frühjahr 2005 ist die seit 1999 bestehende Asphaltbahn wegen strengerer EU-Vorschriften mit einer Startabbruchstrecke auf insgesamt 1.200 m verlängert worden. Die nächstgelegenen regionalen Verkehrsflughäfen sind Memmingen und Friedrichshafen, der nächstgelegene internationale Flughafen ist der Flughafen Stuttgart.

### Ortsansässige Unternehmen
Biberach ist Sitz mehrerer weltweit agierender Unternehmen:
- Boehringer Ingelheim – Standort Biberach (Vormals Dr. Karl Thomae GmbH. Pharmaunternehmen mit Europas größter Anlage zur biotechnologischen Herstellung pharmazeutischer Wirkstoffe mit 5.621 Mitarbeitern sowie 265 Auszubildenden im Jahre 2015)[65]
- EnBW – Regionalzentrum Oberschwaben (Drittgrößtes Energieunternehmen in Deutschland, Mutterkonzern von Yello Strom)
- Gustav Gerster GmbH & Co KG (Gardinen- und Posamentenfabrik)
- KaVo Dental GmbH (Hersteller von Zahnarzt- und Dentallaborbedarf mit etwa 3.300 Beschäftigten, seit 2022 Teil des finnischen Konzerns Planmeca)[66]
- Liebherr Firmengruppe (Herstellung von Turmdrehkränen und Komponenten der Antriebstechnik mit rund 3.200 Beschäftigten in zwei Unternehmen am Standort Biberach)[67][68]
- Handtmann Firmengruppe (Leichtmetallgießerei, Systemkomponenten, Automobilzulieferer, Maschinen für die Nahrungsmittelindustrie, Armaturen und Anlagen für die Getränkeindustrie, Bearbeitungszentren und Kunststofftechnik mit 2.150 Mitarbeitern am Standort Biberach)[69]

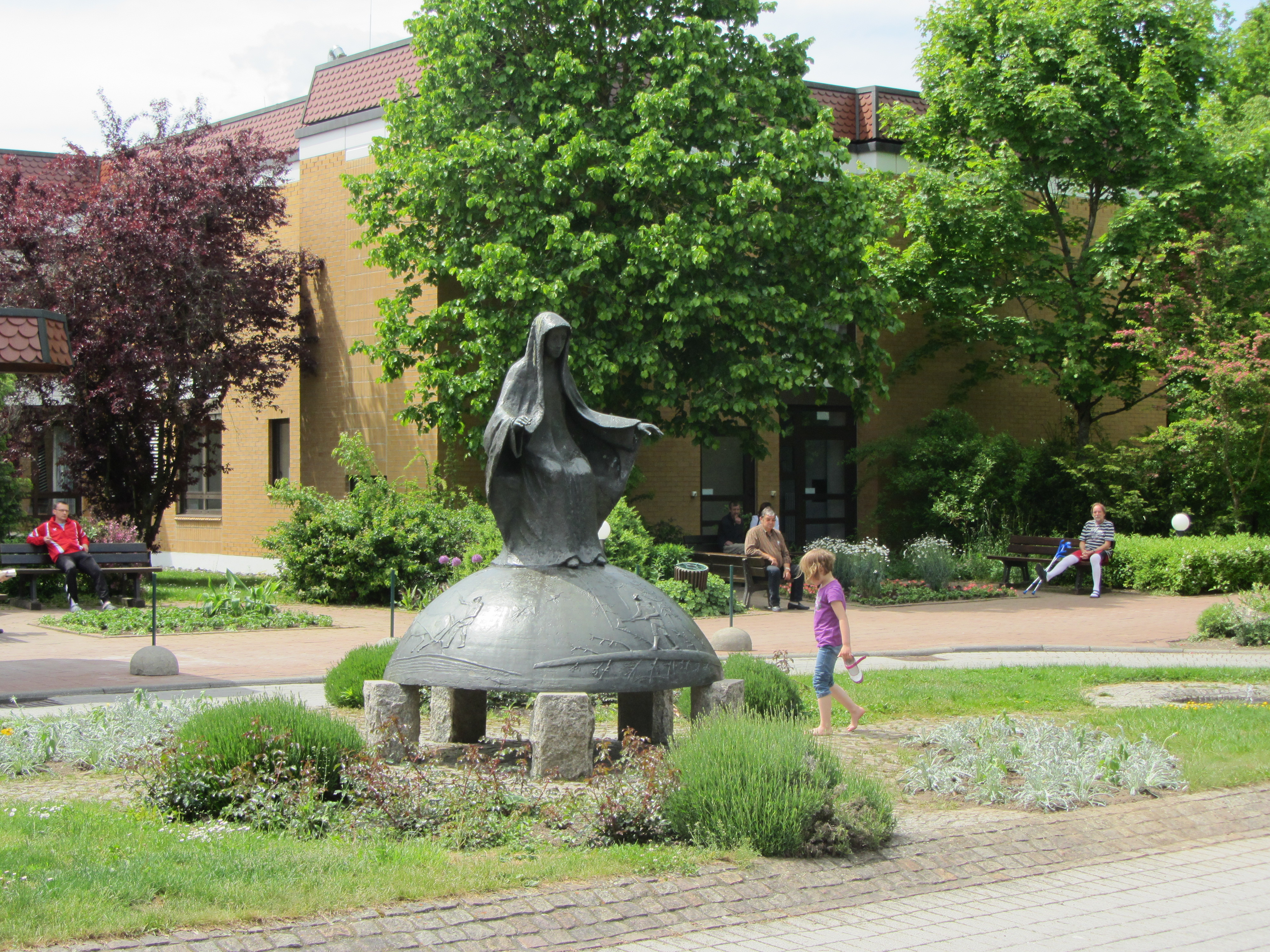
Brunnen vor der Kreisklinik Landkreis Biberach 2012

- Die Sana Kliniken haben im Jahr 2013 die Kliniken Landkreis Biberach mit ca. 1.800 Arbeitsplätzen übernommen, davon rund 140 Ausbildungsplätzen.
- Vollmer Werke Maschinenfabrik GmbH (Hersteller von Bearbeitungsmaschinen für Werkzeuge wie etwa Sägen und PKD-bestückte Werkzeuge)
- Carl Neff Kunststickerei, ursprünglich im Roten Bau ansässig, als Carl Neff Kunststickereianstalt Württemberg im Jahre 1848 begründetes Unternehmen

### Gericht, Behörden und Einrichtungen
Biberach ist als Kreisstadt Sitz des Landratsamts des Landkreises Biberach. Biberach ist zudem Sitz des Amtsgerichts Biberach an der Riß, das zum Landgerichtsbezirk Ravensburg und zum Oberlandesgerichtsbezirk Stuttgart gehört. Das Finanzamt Biberach befindet sich ebenfalls in der Stadt.
Des Weiteren befinden sich die Geschäftsstelle Biberach der Bundesanstalt THW, das Technische Hilfswerk Ortsverband Biberach/Riß und das Zollamt Biberach im Stadtgebiet.
Ferner ist die Stadt Sitz des Kirchenbezirks Biberach der Evangelischen Landeskirche in Württemberg und des Dekanatsverbands Biberach des Bistums Rottenburg-Stuttgart, zu dem die Dekanate Biberach, Laupheim, Ochsenhausen, Riedlingen und Saulgau gehören.

### Medien
Über das lokale und regionale Tagesgeschehen berichtet die Schwäbische Zeitung (Lokalausgabe Biberach) mit ihrem Redaktionsleiter Gerd Mägerle. Der SWR unterhält in Biberach ein Korrespondentenbüro, das vor allem für SWR4 berichtet. Die privaten Bereichssender für Biberach und Umgebung sind Radio 7 aus Ravensburg (105,0 MHz) und Donau 3 FM. Seit Januar 2012 gibt die Stadt Biberach das Mitteilungsblatt Biberach kommunal heraus, das in der Regel mittwochs an alle Haushalte verteilt wird. Kostenlose Wochenzeitungen sind das Wochenblatt und der Südfinder, daneben gibt es die monatlichen Veranstaltungsmagazine akzente und Blix.

### Bildung
Biberach ist Sitz der Hochschule Biberach mit den vier Fakultäten Architektur und Energie, Bauwesen und Projektmanagement, Betriebswirtschaft sowie Biotechnologie. Seit dem 1. Januar 2022 führt Biberach daher die offizielle Zusatzbezeichnung „Hochschulstadt“.
Die Stadt Biberach an der Riß ist Träger zweier Gymnasien (Pestalozzi-Gymnasium und Wieland-Gymnasium), einer Realschule (Dollinger-Realschule), einer Förderschule (Pflugschule mit Schulkindergarten für förderungsbedürftige Kinder), einer Werkrealschule (Mali-Werkrealschule) und von acht Grundschulen (Birkendorf-Grundschule, Braith-Grundschule, Gaisental-Grundschule, Mittelberg-Grundschule und je eine Grundschule in den Stadtteilen Mettenberg, Ringschnait, Rissegg und Stafflangen).
Der Landkreis Biberach ist Träger der Gebhard-Müller-Schule (Kaufmännische Schule), der Karl-Arnold-Schule (Gewerbliche Schule Biberach), der Matthias-Erzberger-Schule (Haus- und Landwirtschaftliche Schule), der Schwarzbach-Schule für Geistigbehinderte mit Schulkindergarten und der Schule für Krankenpflege an den Kliniken Landkreis Biberach. Außerdem findet sich noch das Zimmerer-Ausbildungszentrum, das die überbetriebliche Ausbildung zum Zimmerer für fast ganz Baden-Württemberg durchführt. In Biberach befindet sich auch die Polizeischule Biberach.
Folgende Privatschulen runden das schulische Angebot Biberachs ab: Abendrealschule Biberach, Bischof-Sproll-Bildungszentrum (Katholische Grund-, Haupt- und Realschule sowie Gymnasium), Hauchler Studio GmbH und Co. (Schule für Druck- und Reprotechnik), Fachschule für Landwirtschaft, Schule für Körperbehinderte Biberach, Schule für Sprachbehinderte Biberach und das Schulungszentrum kursiv für Coaching, Schulbegleitung und Teilleistungsschwache.
Die Stadt ist Namensgeber des so genannten Biberacher Modells, bei dem die Schüler der altsprachlichen Gymnasien in Baden-Württemberg in der fünften Klasse mit zwei Fremdsprachen (Latein und Englisch) beginnen.
Ergänzende Bildungseinrichtungen diverser Träger sind das Braith-Mali-Museum mit einem Museumspädagogischen Angebot, die Arbeitsgemeinschaft für berufliche Fortbildung, die Volkshochschule, die Jugendkunstschule sowie die Bruno-Frey-Musikschule. Die evangelische Kirche stellt eine Familienbildungsstätte, daneben gibt es noch das bfz-Biberach, ein berufliches Fortbildungszentrum der Bayerischen Wirtschaft.

### Trinkwasserversorgung und Abwasserentsorgung
Die Gewinnung, Aufbereitung und Verteilung des Trinkwassers wird von der e.wa riss übernommen. Das Trinkwasser für Biberach wird ausschließlich aus Grundwasser gewonnen. Dieses wird in Appendorf und im Wolfental gefördert. Das Grundwasser aus dem Wolfental wird dann im Wasserwerk Lindele  aufbereitet. Mikrobielle Verunreinigungen werden durch Ozonierung entfernt. Das Trinkwasser gelangt anschließend an die Abnehmer in der Biberacher Niederzone (z. B. in der Innenstadt). Das Wasser aus Appendorf fließt in den Hochbehälter Jordanberg (5.000 m³ Fassungsvermögen) und wird an die Verbraucher in der Hochzone verteilt. Im Jahr 2016 verbrauchte ein Einwohner Biberachs durchschnittlich 137 Liter Trinkwasser am Tag, was über dem baden-württembergischen Landesdurchschnitt von 119 Litern lag.
Mit einer Gesamthärte von 20,0 °dH fällt das Wasser in den Härtebereich „hart“. Der Brutto-Verbrauchspreis liegt bei 2,03 Euro je Kubikmeter.
Die Ableitung und die Reinigung des anfallenden Abwassers fallen in den Zuständigkeitsbereich des Abwasserzweckverbands Riss. 99,9 % der Stadtbewohner waren 2016 an die Kanalisation angeschlossen. Sie hat im Ortsgebiet eine Länge von 261 Kilometern (davon 189 Kilometer im Mischsystem). Das Abwasser wird zur zentralen Kläranlage Warthausen  geleitet. Die Anlage wurde zuletzt von 2013 bis 2018 umfassend erweitert. Heute hat sie eine Ausbaugröße von 99.000 Einwohnerwerten. Jährlich werden 8,25 Mio. m³ Abwasser im Belebtschlammverfahren gereinigt und in die Riß abgegeben. Der anfallende Klärschlamm wird verfault. Das bei der Faulung entstehende Klärgas wird zur Strom- und Wärmeerzeugung verwendet. Bei einem Energiebedarf von 2,5 Mio. kWh im Jahr können mittlerweile 1,4 Mio. kWh selbst erzeugt werden, was einem Anteil von 56 % entspricht.